# Rue Saint-Denis (Paris)
Pour les articles homonymes, voir Rue Saint-Denis.
La rue Saint-Denis, située dans les 1er et 2e arrondissements de Paris, est l'une des plus anciennes rues de la ville : son axe est tracé dès le Ier siècle par les Romains. Il s'agit de la voie triomphale des entrées royales dans la capitale.

## Situation et accès

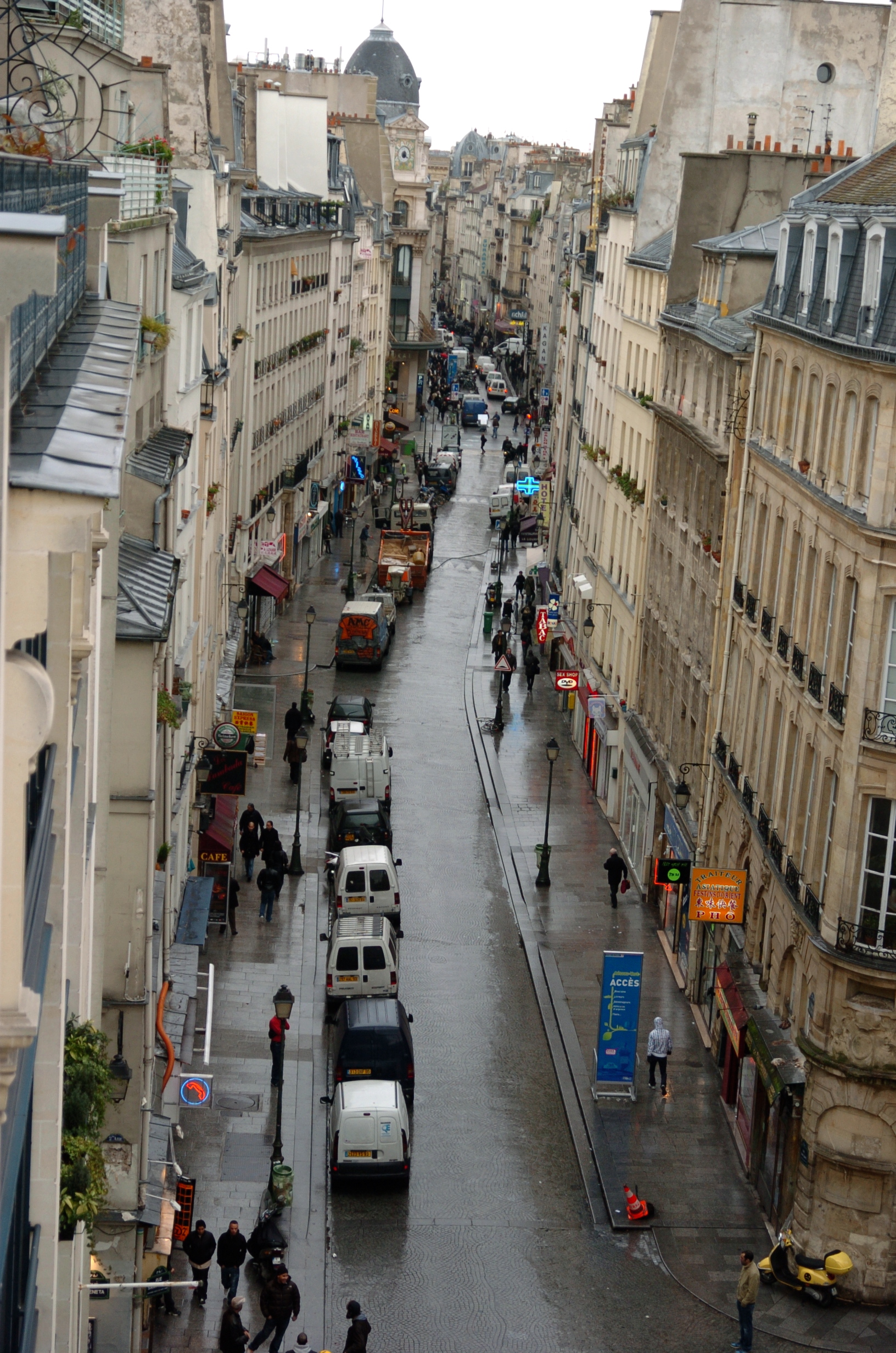
La rue Saint-Denis, en 2008.

Parallèle au boulevard de Sébastopol et à la rue Saint-Martin, la rue fait partie du 1er arrondissement, quartier Saint-Germain l'Auxerrois, pour la partie comprise entre l'avenue Victoria et la rue de Rivoli, quartier des Halles pour la partie comprise entre la rue de Rivoli et la rue Étienne-Marcel et du 2e arrondissement, quartier Bonne-Nouvelle de la rue Étienne-Marcel au boulevard Saint-Denis.

## Origine du nom
Cette voie est ainsi nommée car c'est la route qui conduit directement du pont au Change à la ville de Saint-Denis, où était située la nécropole des rois de France, et dont elle a pris le nom.

## Historique
C'est au bord de ce chemin qui conduisait à l'ancien Catalocum, nommé depuis Saint-Denis, parce que ce saint vint prêcher la foi chrétienne dans les Gaules vers l'an 245 et y fut inhumé, qu'ont vraisemblablement été construites les premières maisons des Parisiens lorsqu'ils commencèrent à sortir de leur île du côté nord.

### Moyen Âge
C'était par la rue Saint-Denis que les rois et les reines entraient solennellement dans Paris. Toutes les rues, sur leur passage, jusqu'à la cathédrale, étaient tapissées d'étoffes de soie et de draps camelotés. Des jets d'eau de senteur embaumaient l'atmosphère. Le vin, l'hypocras, et le lait coulaient de toutes les fontaines.
Les députés des six corps de marchands portaient le dais royal, les corps des métiers suivaient, représentant, en habits de caractère, les sept Péchés mortels, les sept Vertus et la Mort, le Purgatoire, l'Enfer et le Paradis. Des théâtres étaient dressés de distance en distance. On y jouait des scènes tirées de l'Ancien et du Nouveau Testament. Des chœurs de musique se faisaient entendre dans les intermèdes.
Froissard nous apprend qu'à l'entrée d'Isabeau de Bavière, il y avait à la porte aux Peintres, rue Saint-Denis, « un ciel nué et étoilé très richement, et Dieu par figure séant en sa majesté le Père, le Fils et le Saint-Esprit, et dans ce ciel, petits enfants de chœur chantoient moult doucement en forme d'anges ; et lorsque la reine passa dans sa litière découverte, sous la porte de ce paradis, deux anges descendirent d'en haut, tenant en leur main une très riche couronne d'or, garnie de pierres précieuses, et la mirent moult doucement sur le chef de la reine en chantant ces vers : “Dame enclose entre fleurs de lys, / Reine êtes-vous de Paradis ? / De France et de tout le pays, / Nous remontons en Paradis” ».
Dès 1134, une rue bordée de maisons remplaçait le chemin aboutissant à la rue d'Avignon. De cet endroit, on voyait une porte de ville qui faisait partie de la deuxième enceinte de Paris, construite sans doute à la suite du grand siège de 885 par les Vikings.
Vers 1197, la rue Saint-Denis n'allait encore qu'entre la porte de la deuxième enceinte de la ville, un peu au-dessous de la rue Troussevache et atteignait la rue Mauconseil où se trouvait une porte de la troisième enceinte de Paris commencée en 1188, par ordre de Philippe Auguste.
La partie entre la place du Châtelet et la rue de la Ferronnerie, c'est-à-dire ce qui était compris de cette rue dans la seconde enceinte de Paris se nommait en 1284 « rue de la Sellerie-de-Paris » ; en 1293, « rue de la Sellerie-de-la-Grand'rue » ; en 1310, « Grand'rue de Paris » et, en 1311, « Grand'rue des Saints-Innocents » car elle conduisait directement à l'église des Saints-Innocents. Elle a ensuite porté les noms de « Grant chaussée de Monsieur », « Grant chaussée de Monseigneur Saint-Denis », « Grant chaussiée de Monsieur Saint-Denis », « Grand'rue Saint-Denis » et enfin « rue Saint-Denis, ». Le nom de « Grant-Chaussiée-Monsieur-Denis » et de ses dérivés est dû au pèlerinage au tombeau de saint Denis mis à l'honneur au Ve siècle par sainte Geneviève.
Elle est citée dans Le Dit des rues de Paris de Guillot de Paris sous le nom de « Grant'rue » dans sa partie méridionale et par « rue Saint-Denis » de la rue des Lombards à la porte de l'enceinte de Philippe Auguste, qui était en face de l'impasse des Peintres.
En 1418, cette voie publique était presque entièrement bordée de construction et se prolongea de la rue Mauconseil jusqu'à la rue des Deux-Portes, où s'élevait une porte de la quatrième enceinte construite sous les règnes de Charles V et Charles VI.
Pendant les guerres de Religion, en 1590, durant le siège de Paris, la rue est bombardée par l'artillerie du roi de France Henri IV.

### Ancien Régime
Sous le règne de Louis XIV, la rue Saint-Denis était bâtie dans sa totalité.
Au début des guerres de religion habitait au no 31 de cette rue un riche marchand, Philippe de Gastine, que le parlement condamna pour avoir secrètement fait un temple protestant de sa maison qui fut rasée et remplacée par un monument expiatoire. Ainsi se forma la place Gastine. Mais le monument, qui « estoit une haute pyramide de pierre, ayant un crucifix au sommet, dorée et diaprée, avec un récit en lettres d'or, sur le milieu, de ce que dessus, et des vers latins, le tout si confusément et obliquement déduit que plusieurs estimoyent que le composeur de ces vers et inscriptions (on dit que c'estoit Estienne Jodelle, poète français homme, sans religion, et qui n'eut onc autre dieu que le ventre), s'estoit mocqué des catholiques et des huguenots », fut transféré par pièces aux Saints-Innocents,.
Par une extension nouvelle de Paris sous Louis XIV, elle englobe la « rue de la Sellerie » qui lui faisait suite hors de Paris, en venant aboutir à la porte monumentale qui nous est restée de ce règne et prend le nom de « rue de la Sellerie-de-Paris ». C'était une rue de gala, par laquelle rois et les reines faisaient traditionnellement leur entrée solennelle à Paris. Les couvents, centres religieux et hôpitaux qui y étaient nombreux, comme le Saint-Sépulcre, Saint-Magloire, le cloître Sainte-Opportune ou les Saints-Innocents. Mais cela n'empêchait pas le commerce d'y fleurir.
Elle est citée sous le nom de « rue Saint Denis » dans un manuscrit de 1636.

### Depuis la Révolution
Pendant la Révolution française, on l'appelait « rue de Franciade ».
La poste aux chevaux lui conserve son rôle de voie essentielle aux grands voyages, puisque le seul relais installé dans Paris l’est rue Saint-Denis, à l’hôtel du Grand-Cerf. C’est donc par la rue Saint-Denis que de nombreux voyageurs, arrivant à Paris par les voitures de poste, découvrent la capitale.
En 1817, la rue Saint-Denis, d'une longueur de 1 349 mètres, commençait au 2, rue Pierre-à-Poisson et au 3, place du Châtelet et finissait au 1, boulevard Bonne-Nouvelle et au 19, boulevard Saint-Denis.

Les numéros de la rue étaient noirs. Le dernier numéro impair était le no 395 et le dernier numéro pair était le no 408.
- Les numéros impairs du no 1 au no 23 étaient dans l'ancien 4e arrondissement quartier du Louvre[7].
- Les numéros impairs du no 25 au no 145 étaient dans l'ancien 4e arrondissement quartier des Marchés[8].
- Les numéros impairs du no 147 au no 295 étaient dans l'ancien 5e arrondissement quartier Montorgueil[9].
- Les numéros impairs du no 297 au no 393 étaient dans l'ancien 5e arrondissement quartier Bonne-Nouvelle[10].
- Les numéros pairs du no 2 au no 4 étaient dans l'ancien 4e arrondissement quartier du Louvre[7].
- Les numéros pairs du no 6 au no 202 étaient dans l'ancien 6e arrondissement quartier des Lombards[11].
- Les numéros pairs du no 204 au no 402 étaient dans l'ancien 6e arrondissement quartier de la Porte-Saint-Denis[12].

Une décision ministérielle du 22 prairial an V (10 juin 1797), signée Bénézech, et une ordonnance royale du 31 janvier 1837, ont fixé la moindre largeur de cette voie publique à 13 mètres.
Le 6 juin 1824, à l'occasion de l'entrée solennelle dans Paris de Charles X, la rue Saint-Denis est en liesse.
Le 18 juillet 1827, à l'annonce d'une possible victoire électorale des Libéraux, la rue s'anime de feux de joie et de pétards qui finissent vite en émeutes et en barricades.
En 1830, durant les Trois Glorieuses, la voie se couvre de barricades. Jusque fin juillet, la rue est le théâtre d'affrontements sanglants entre les insurgés et la troupe.

Panneaux Histoire de Paris
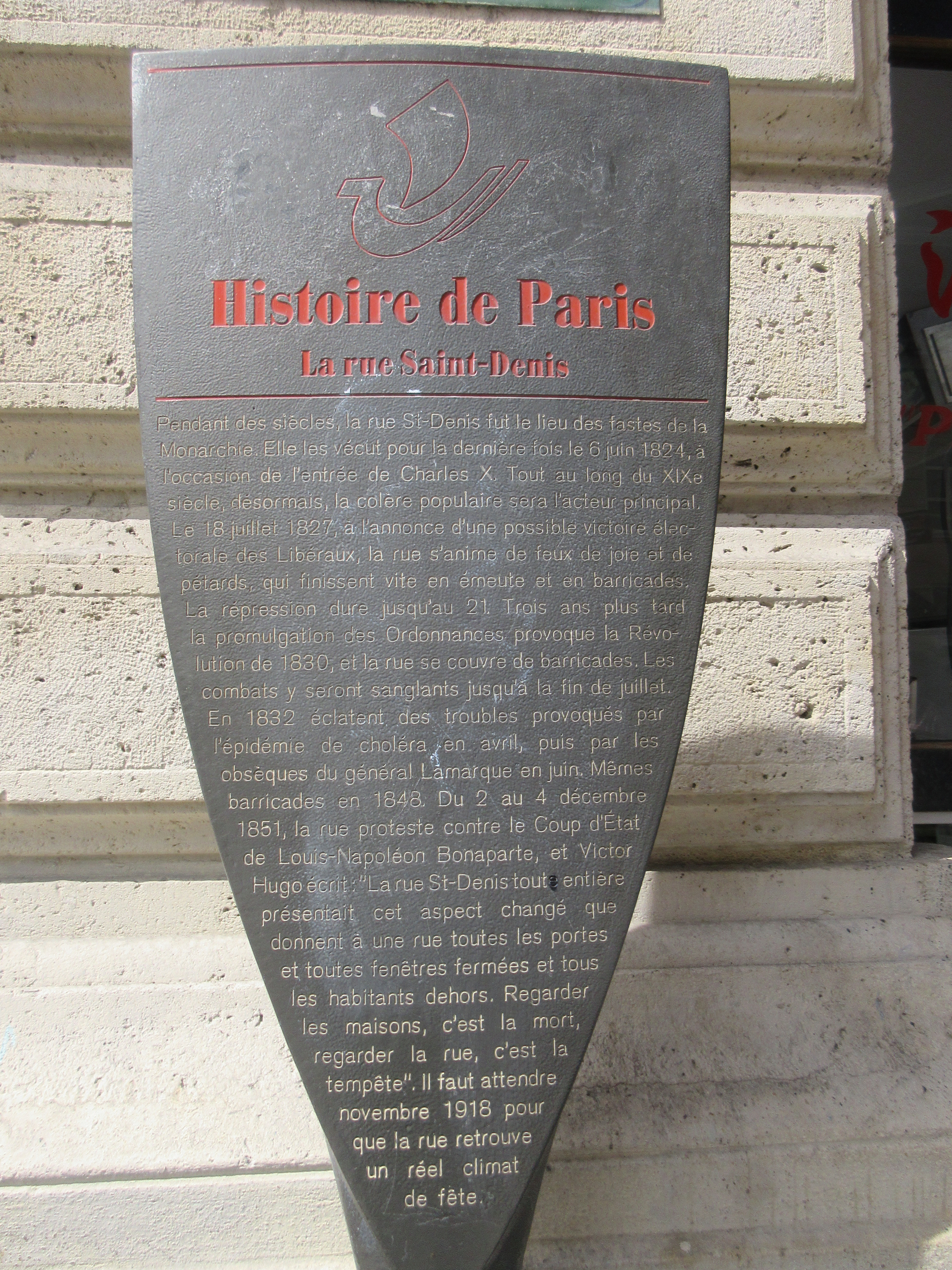
Rue Saint-Denis.
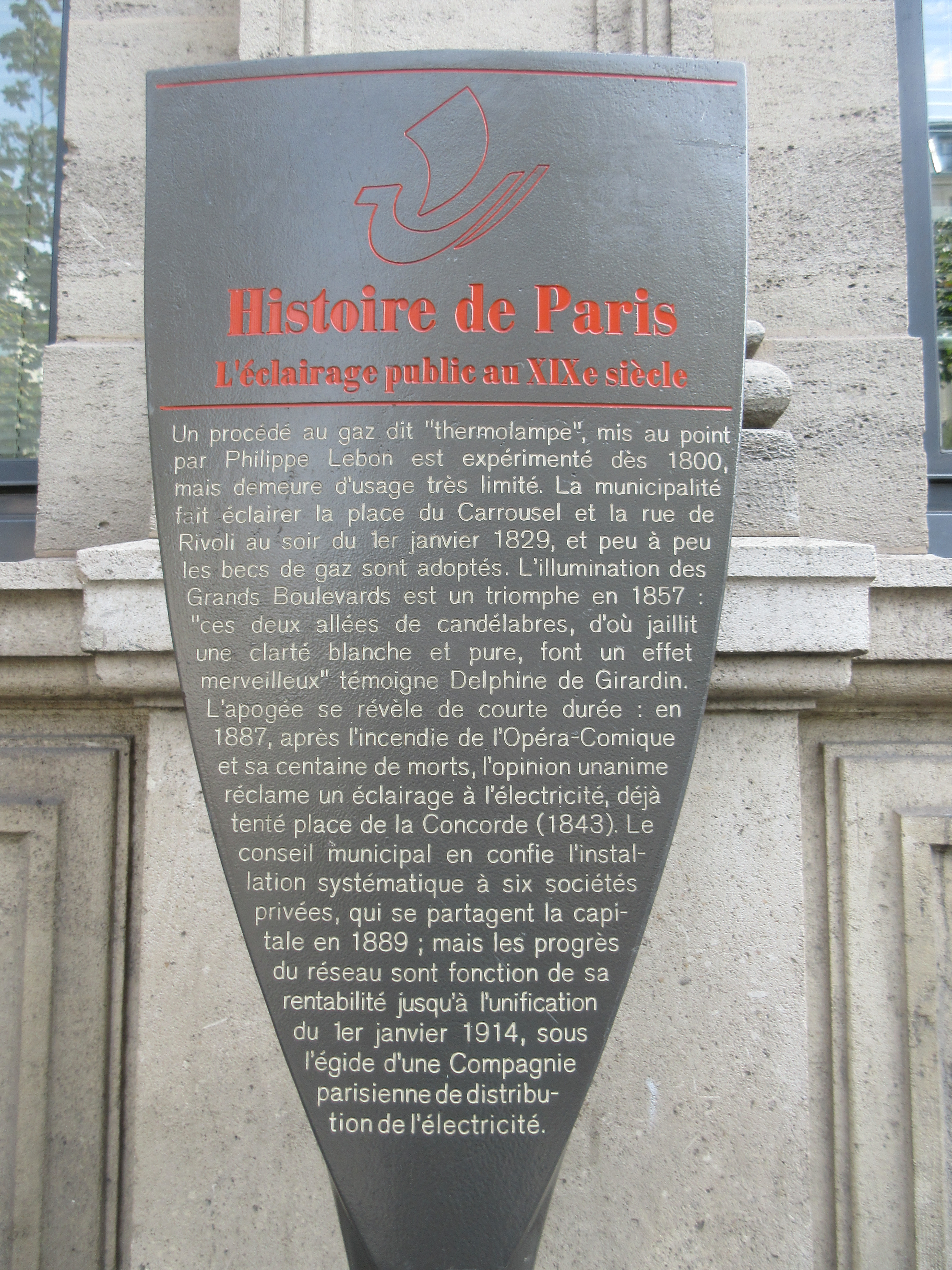
Éclairage des rues.
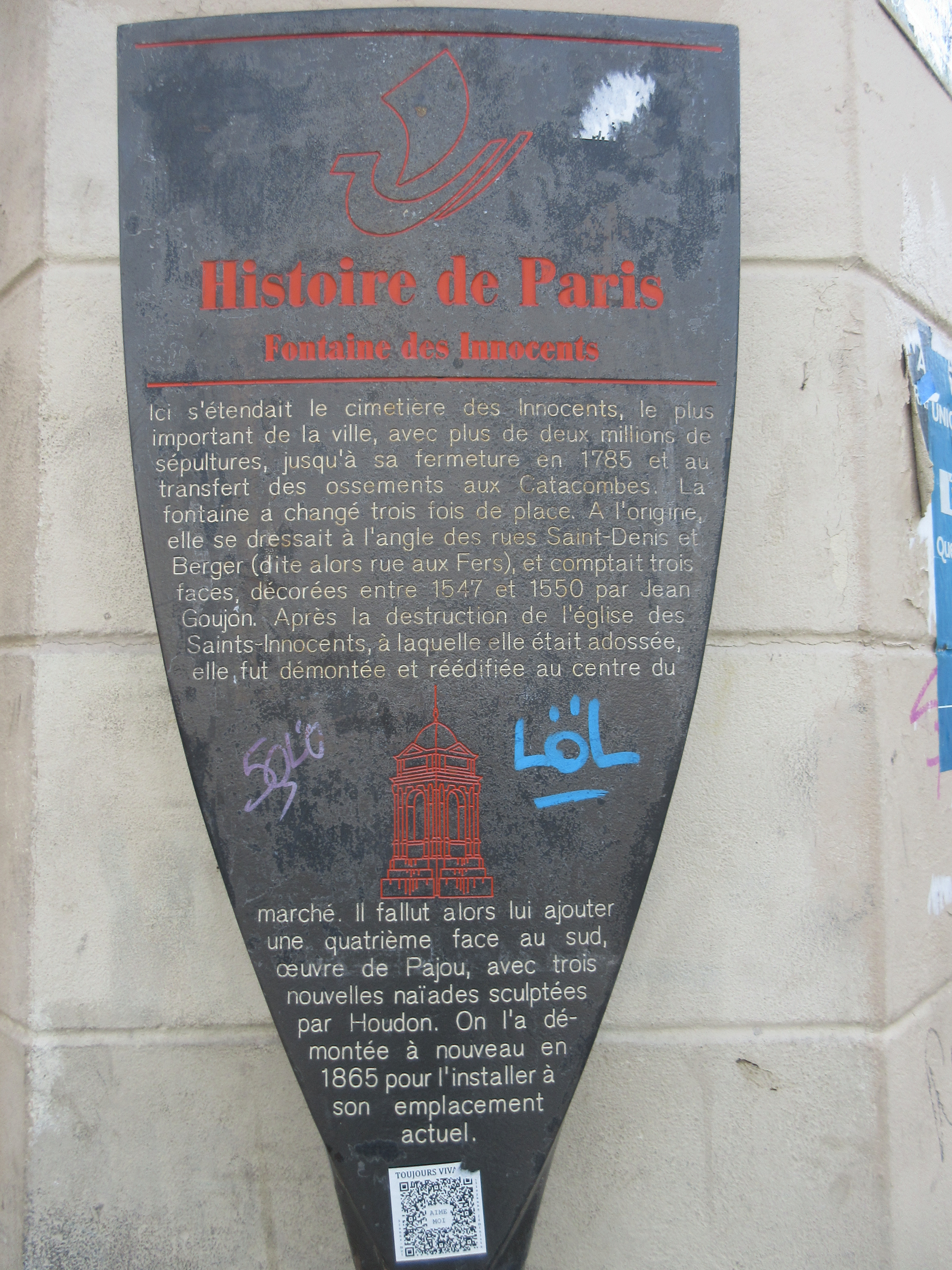
Fontaine des Innocents.
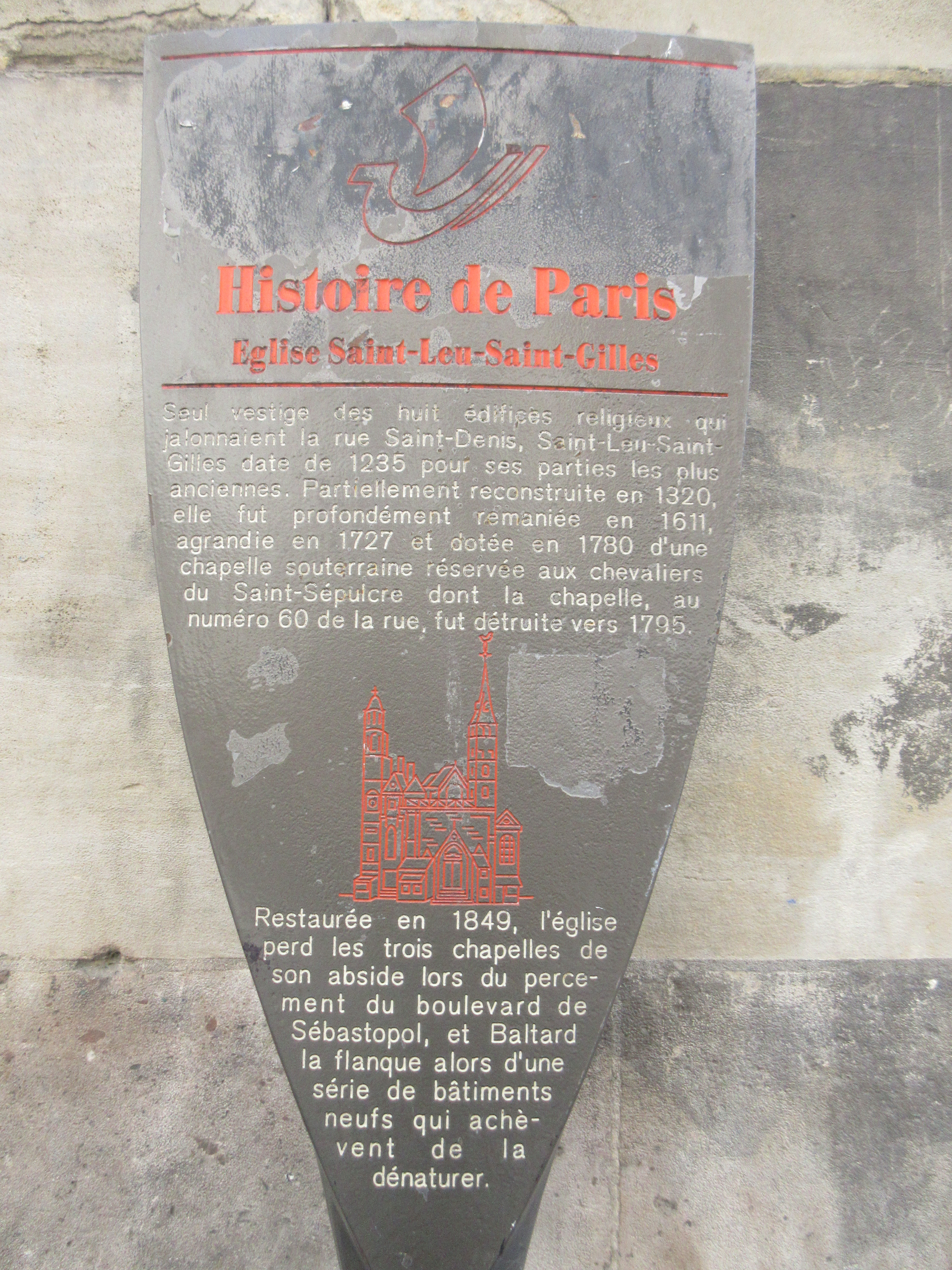
Église St-Leu-St-Gilles.
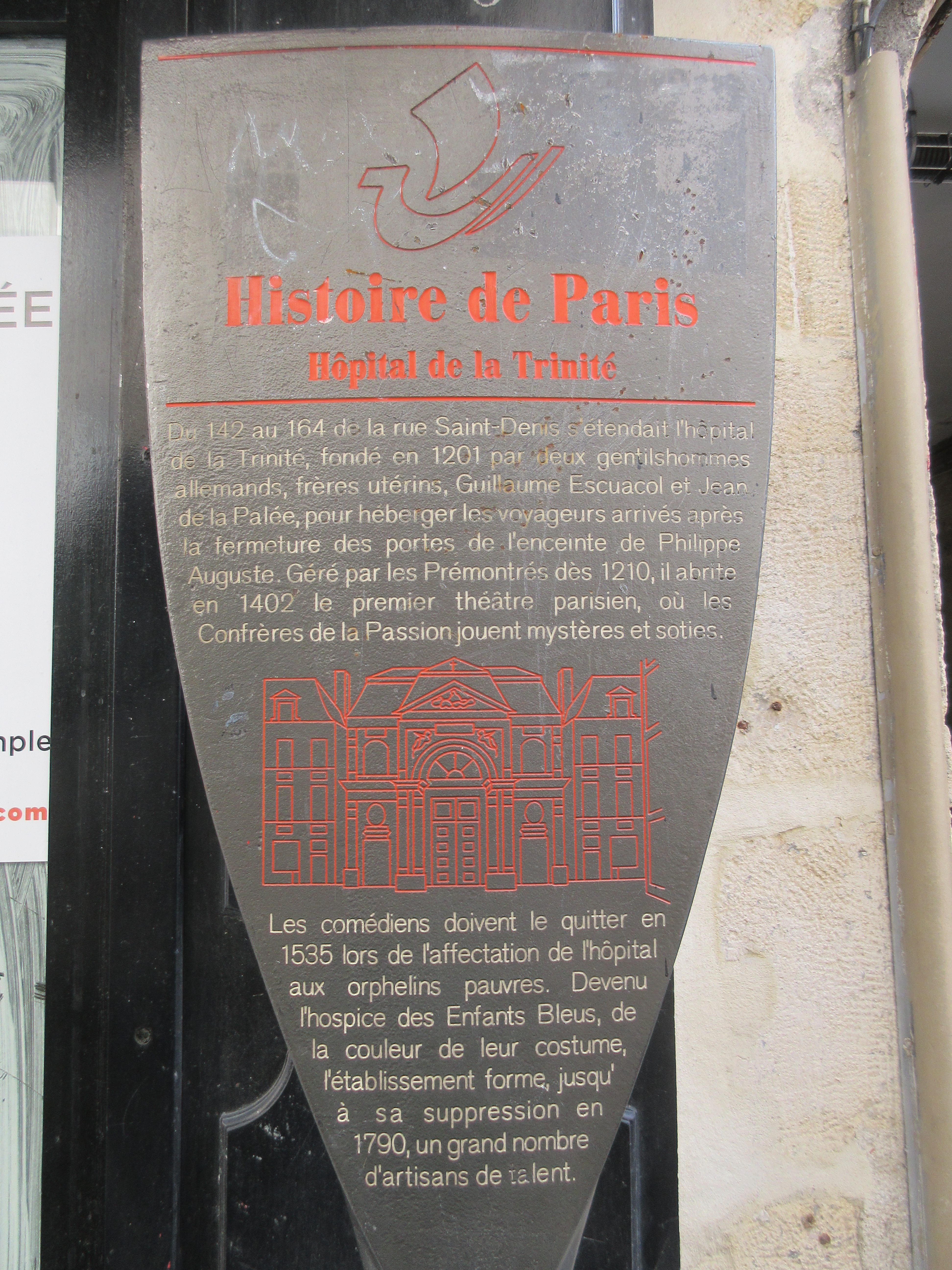
Hôpital de la Trinité.
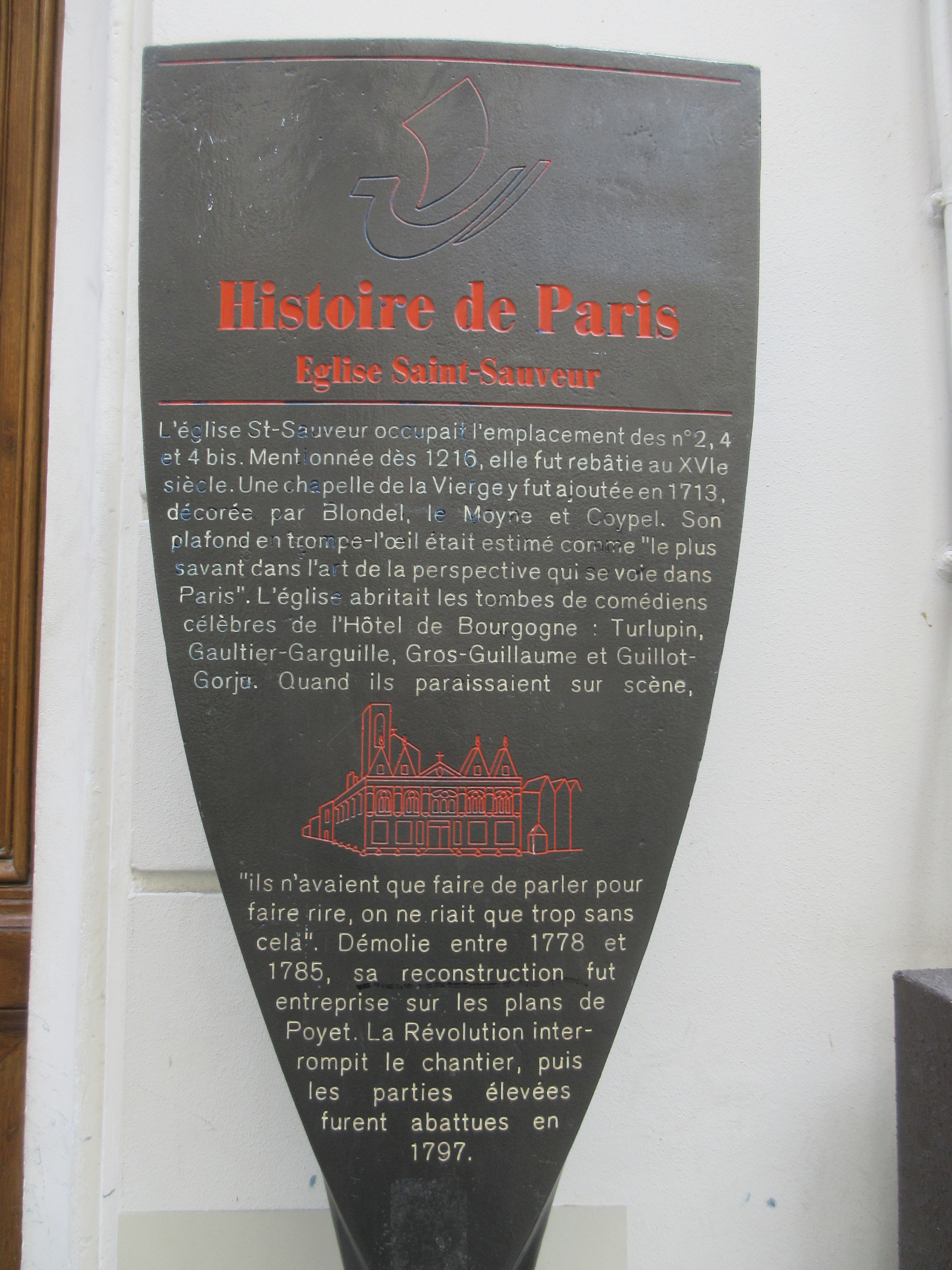
Église Saint-Sauveur.
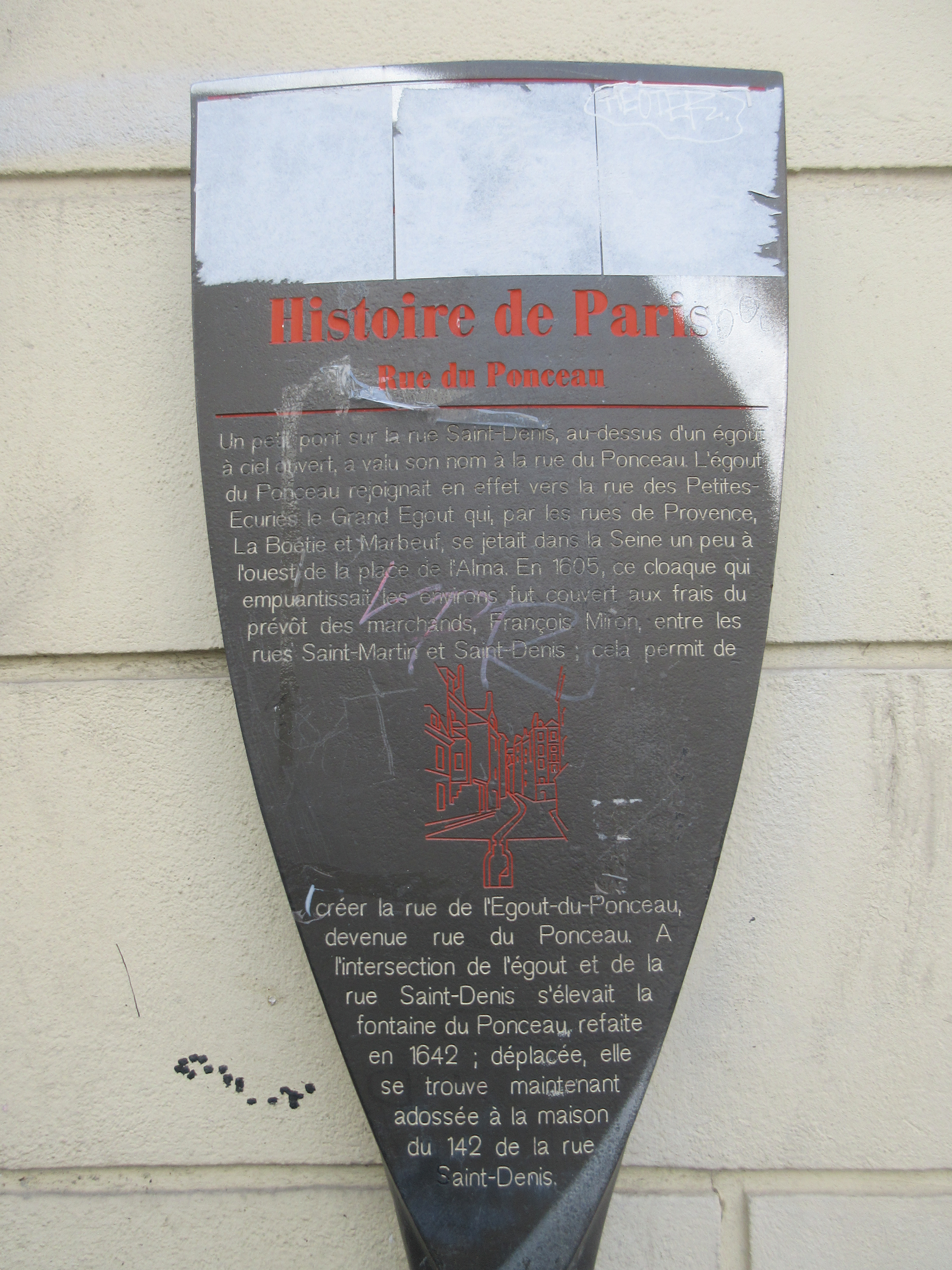
Rue du Ponceau.
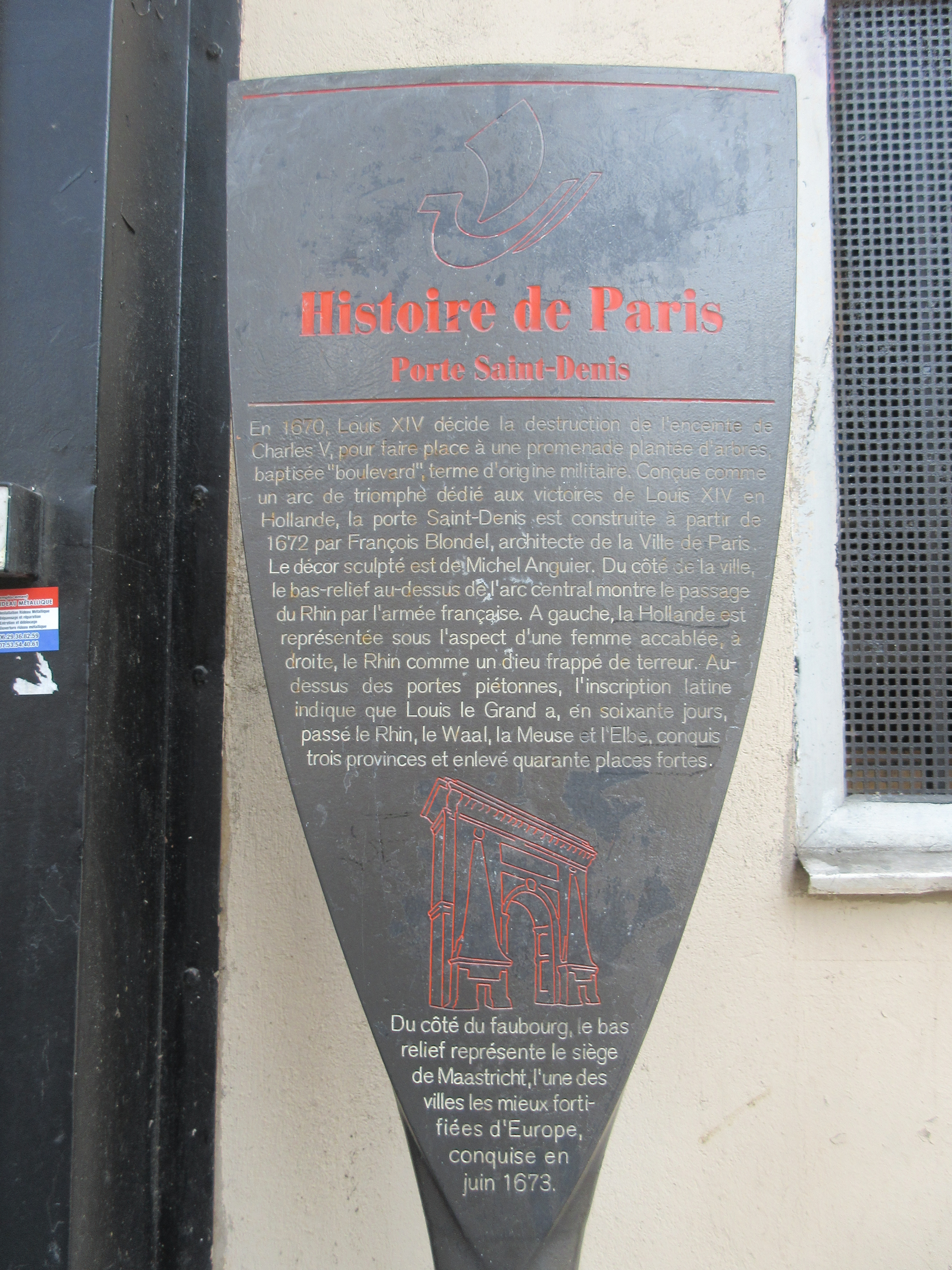
Porte Saint-Denis.

En 1832, la deuxième pandémie de choléra, suivie des obsèques du général Lamarque, provoque la colère des habitants qui couvrent la rue de barricades. Cette insurrection sera violemment réprimée.
En 1848, lors de la Révolution et des Journées de Juin, les habitants se révoltent à nouveau et la rue se couvre de barricades.
Du 2 au 4 décembre 1851, la rue proteste contre le Coup d'État de Louis-Napoléon Bonaparte. Victor Hugo écrit alors : « La rue Saint-Denis toute entière présentait cet aspect changé que donne à une rue toutes les portes et toutes les fenêtres fermées et tous les habitants dehors. Regarder les maisons, c'est la mort, regarder la rue c'est la tempête ».
Le 30 mars 1918, durant la première Guerre mondiale, un obus lancé par la Grosse Bertha explose au no 21 rue Saint-Denis.
Le 11 novembre 1918 la rue est en liesse et retrouve un climat de fête.

Témoignages historiques
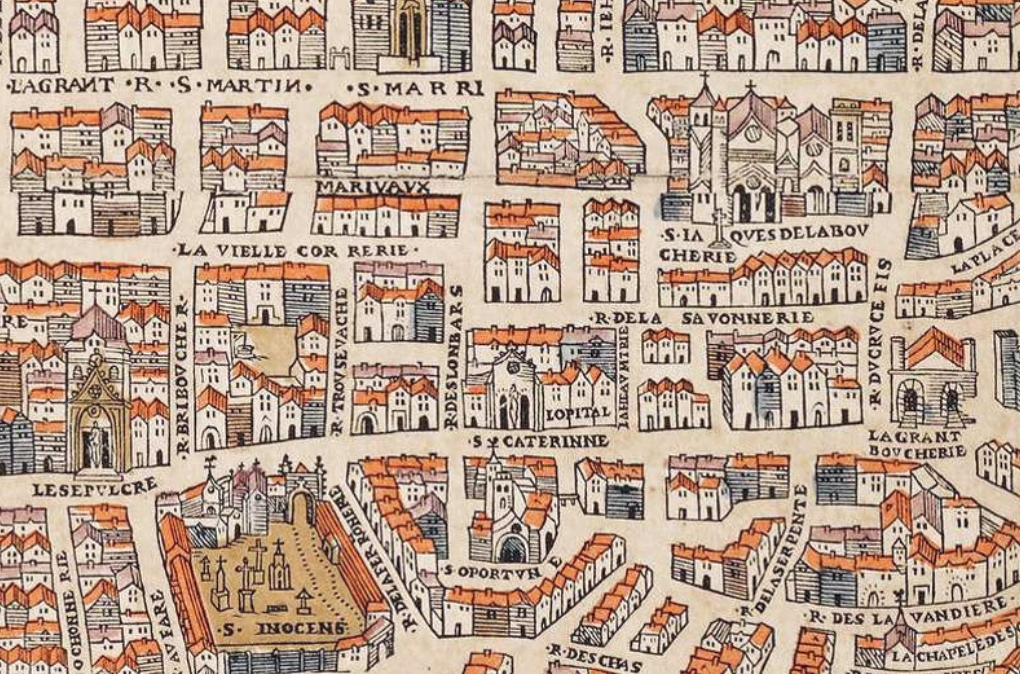
Hôpital Sainte-Catherine, à l'angle des actuels 20 rue Saint-Denis et 33 bis rue des Lombards (plan de Braun et Hogenberg, vers 1530).
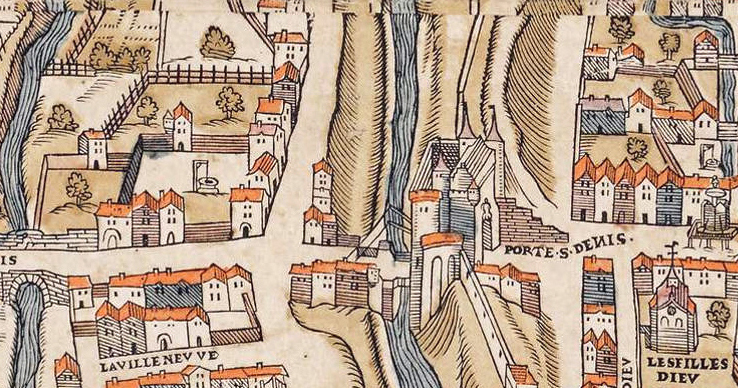
Porte Saint-Denis, aux environs des actuels 285 et 248 rue Saint-Denis (plan de Truschet et Hoyau, vers 1550).
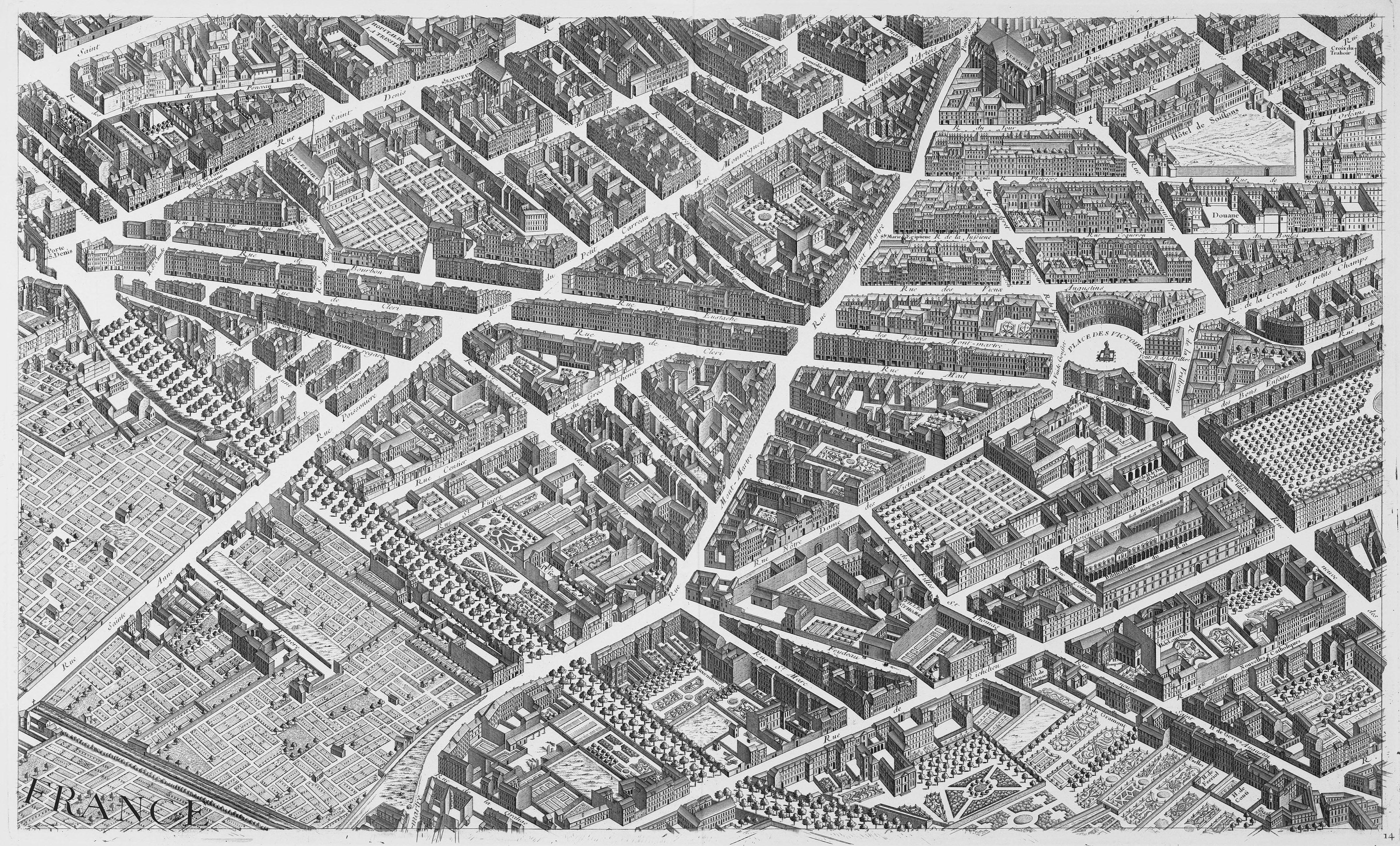
Église Saint-Sauveur (plan de Turgot, 1734-1739).

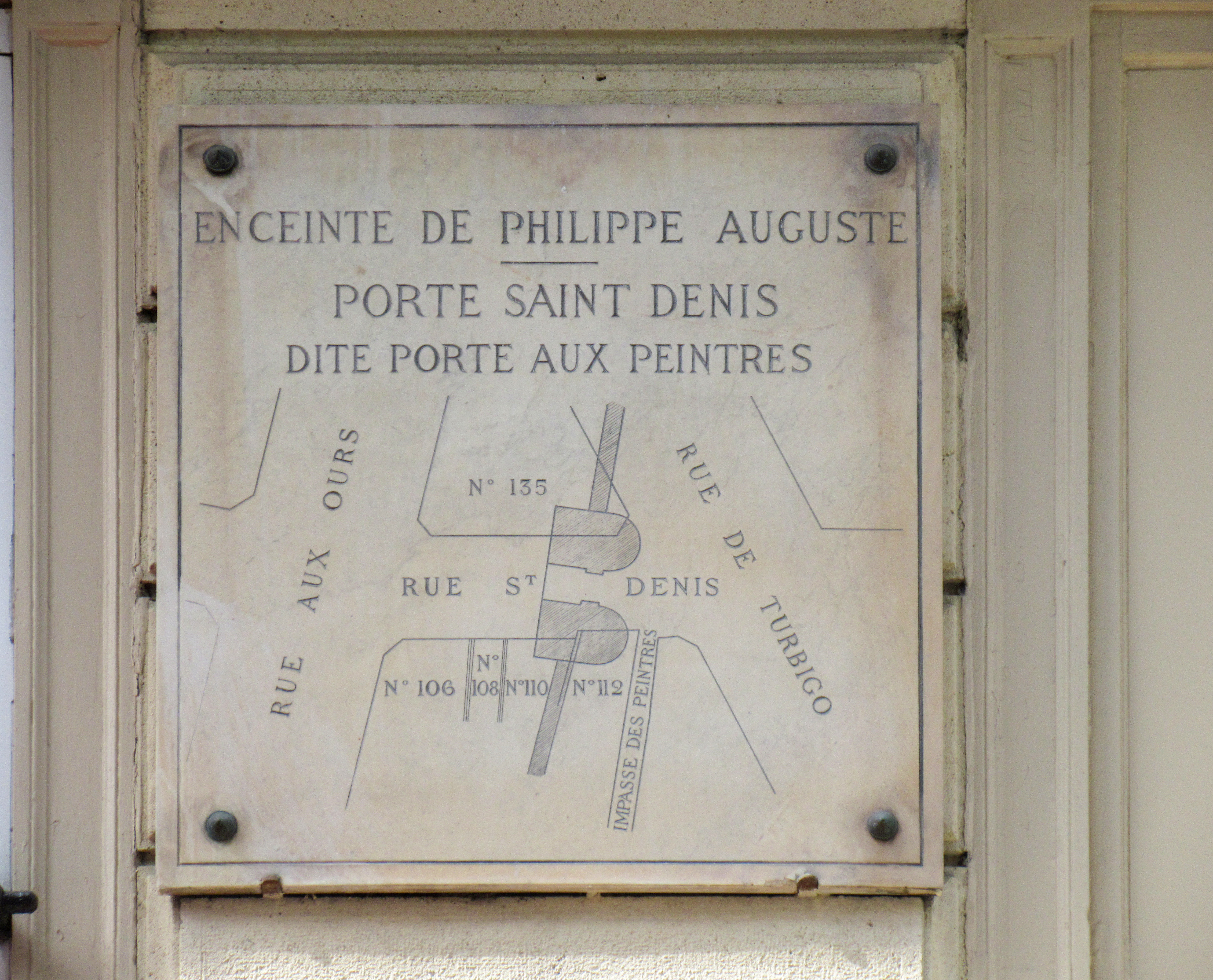
Porte aux Peintres (enceinte de Philippe Auguste).
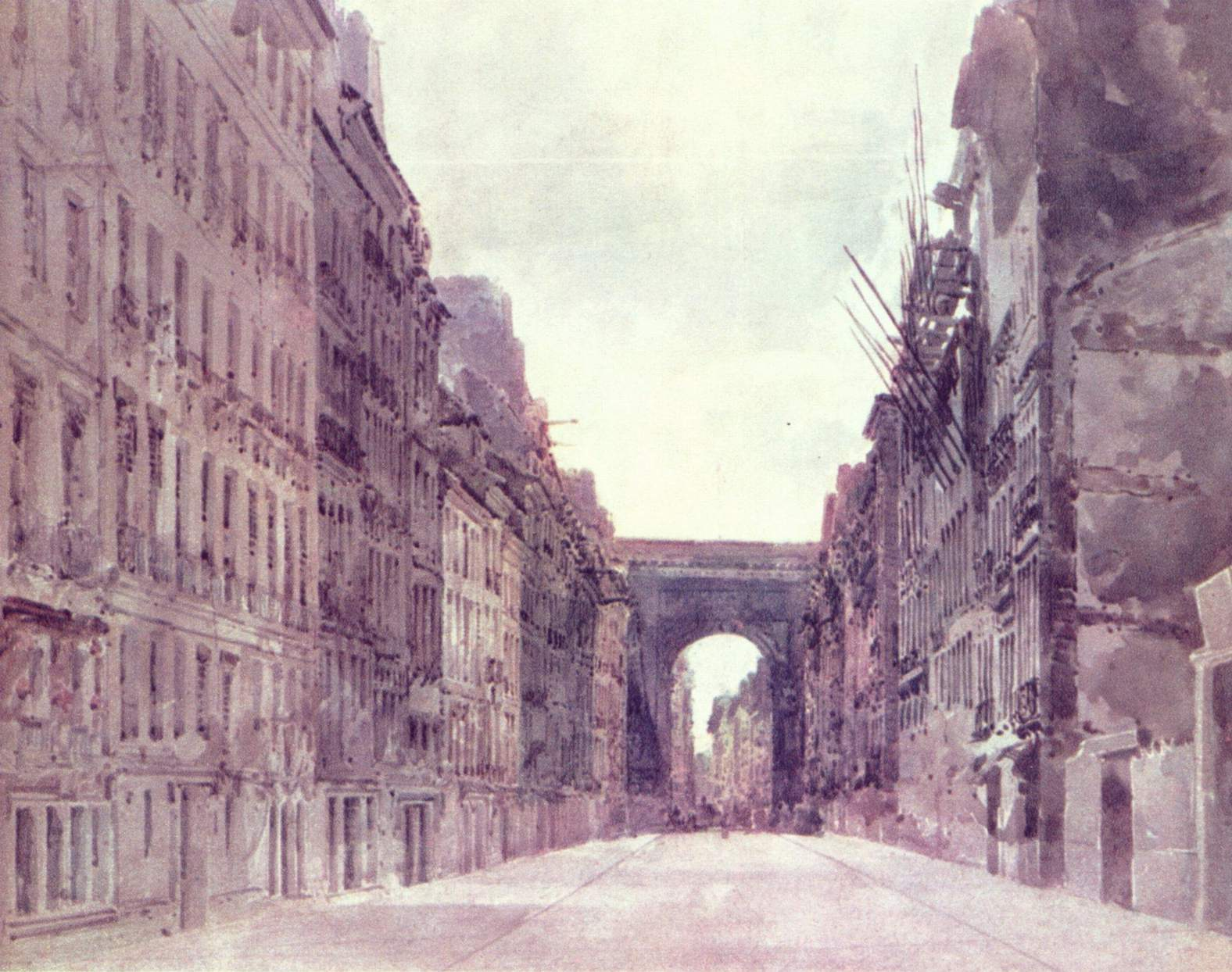
Rue Saint-Denis à Paris par Thomas Girtin (1802).
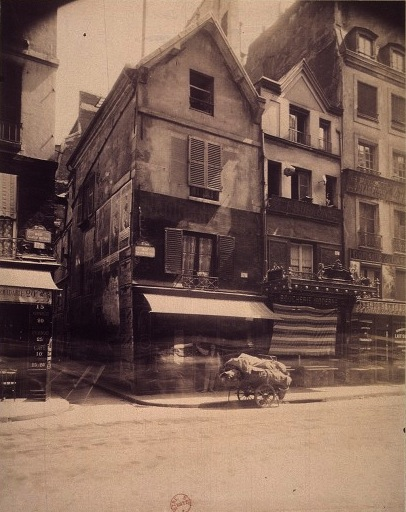
N°176 rue Saint-Denis (juin 1907).

## Activités

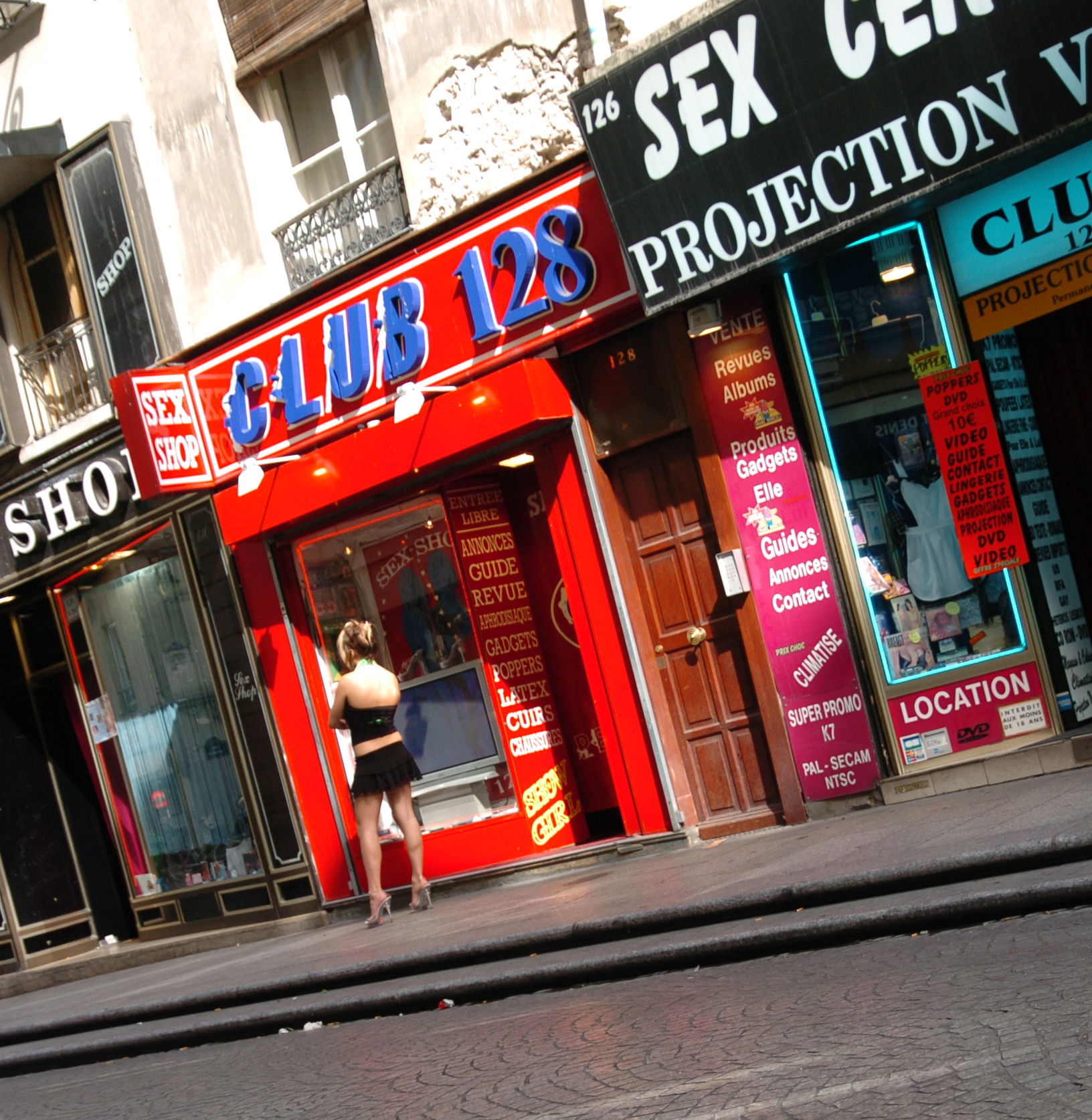
Prostituée attendant le client en 2006, rue Saint-Denis à Paris.

La partie située entre le boulevard Saint-Denis et la rue Réaumur — et plus anciennement jusqu'aux Halles et au cimetière des Innocents inclus — est longtemps l'un des hauts lieux de la prostitution parisienne, mais l'évolution des mœurs, le développement de l'escorting sur internet et les diverses actions publiques (notamment la loi Sarkozy sur le délit de racolage passif) y réduisent aujourd'hui considérablement la prostitution et modifient ses caractères (prostitution immigrée dont des prostituées chinoises).
S'il y reste quelques sex-shops, on y trouve surtout des boutiques de vêtements (notamment l'extrémité du quartier du Sentier, spécialisé dans le commerce de textile de gros), ainsi que des bars, des restaurants, des boutiques de tatouage. Un effort de la mairie, grâce à un programme de réhabilitation du quartier, permet une nouvelle diversité dans la rue. Tous types d'activités et de populations y cohabitent, ce qui crée un véritable dynamisme, notamment au niveau de la fontaine des Innocents.
La rue Saint-Denis comprend aussi l'église Saint-Leu-Saint-Gilles, des agences bancaires et le siège de la chambre des notaires.

## Bâtiments remarquables et lieux de mémoire

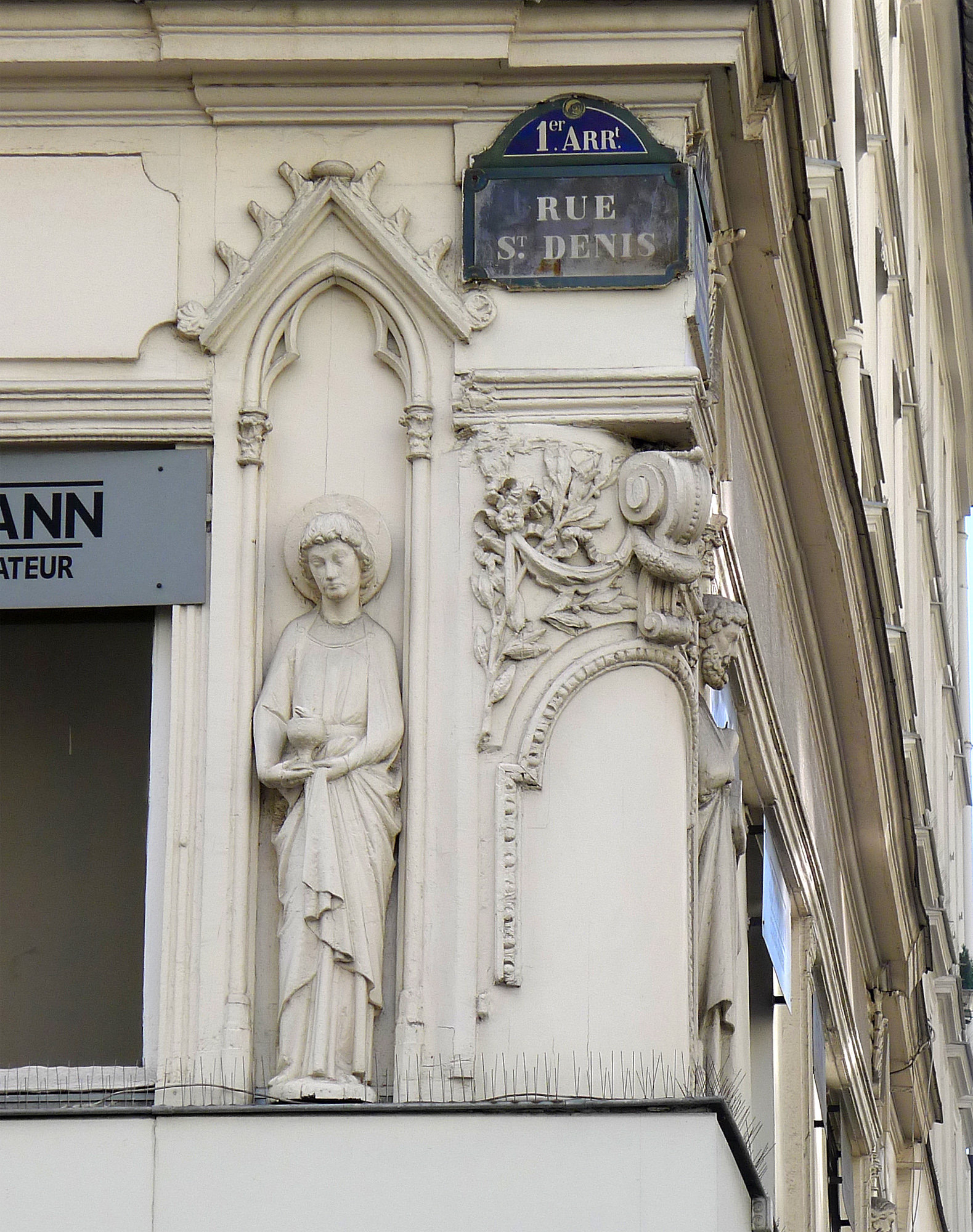
Angle de la rue Étienne Marcel : statue en bas-relief.

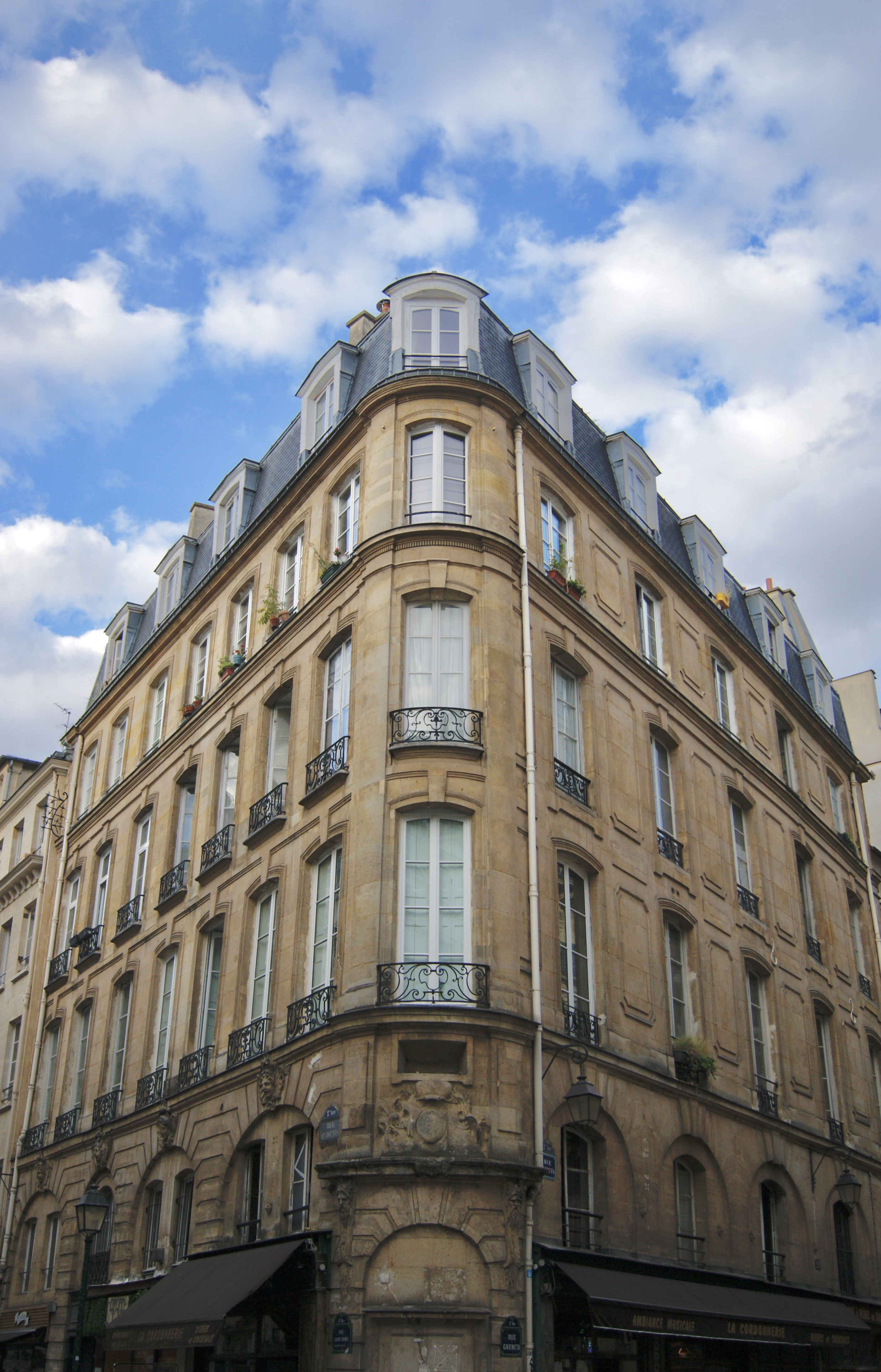
N°142, à l'angle de la rue Greneta : fontaine de la Reine.

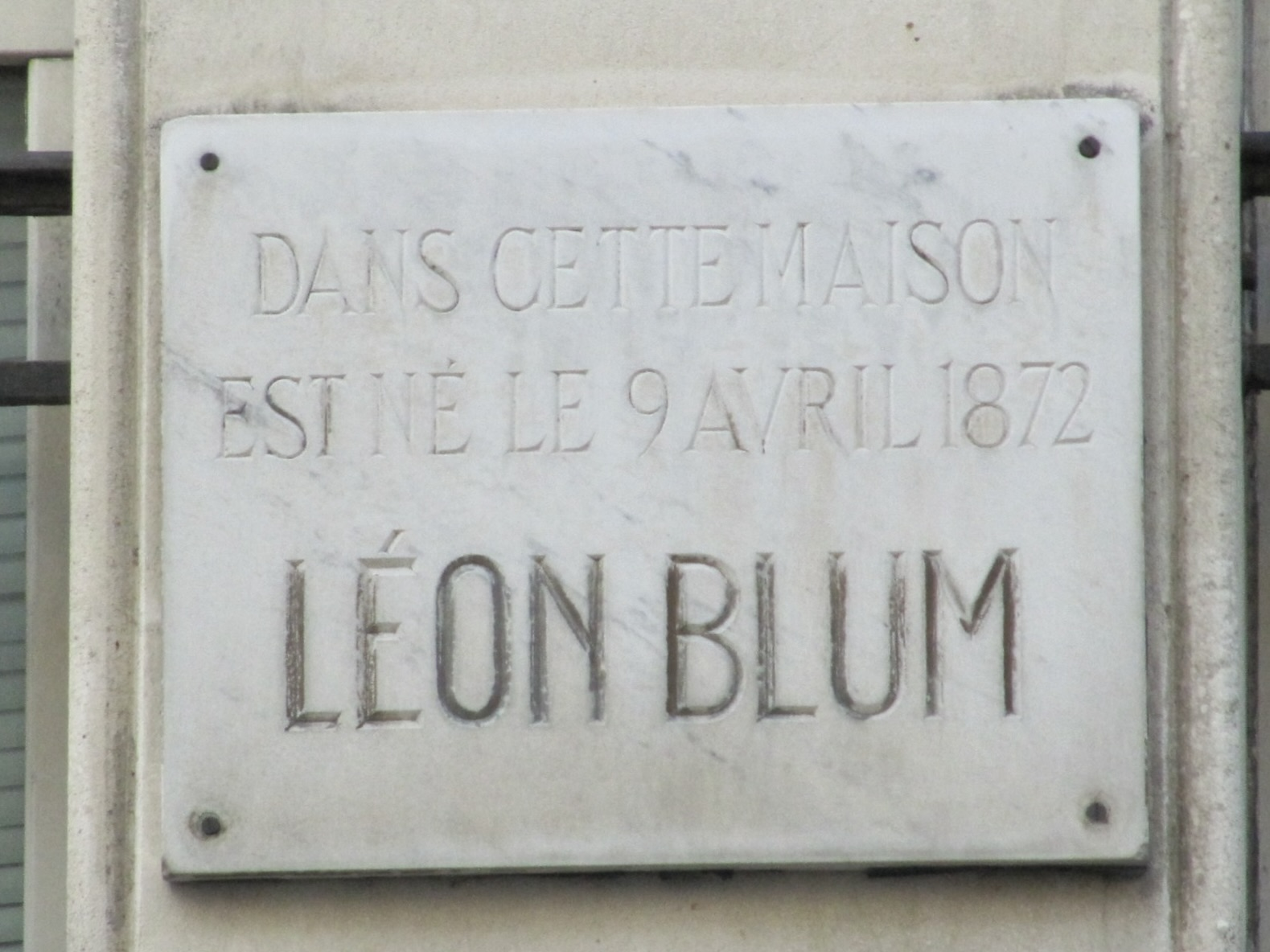
N°151 : maison natale de Léon Blum.

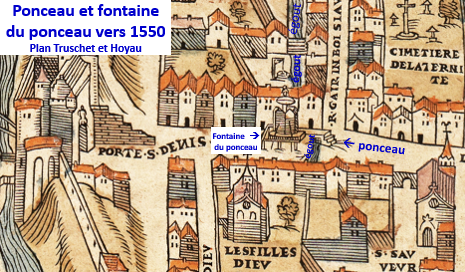
Ponceau et fontaine du ponceau (plan de Truschet et Hoyau, vers 1550).

- No 20 (angle du 33 bis rue des Lombards) : emplacement de l'hôpital Sainte-Catherine.
- No 31 (angle du no 56 rue des Lombards) : place Gastine.
- No 32 (angle de la rue de La Reynie) : ancien magasin « Au Chat Noir », qu'occupent tour à tour un marchand de soieries puis un confiseur[16].
- No 40 : un procès-verbal  dressé  le 30 nivôse an X (20 janvier 1802) par  le  commissaire  de police de la division de  Bonne Nouvelle relate un accident survenu dans la cour de cette maison. L'écroulement du mur mitoyen  la séparant  de l’ancien couvent des Filles-Dieu blesse Guillaume Véron, gantier, et  Henriette Meunier, sa femme, et tue leurs deux petits-enfants [17].
- No 41 : emplacement de l'ancien passage de l'Empereur.
- Nos 43 à 45 (entre la rue des Innocents et la rue Berger) : emplacement de l'église des Saints-Innocents, du reclusoir des Saints-Innocents et du cimetière des Saints-Innocents.
- No 44 : « maison à loyer » (Émile Blanchard architecte)[18]
- No 60 (angle de la rue de la Cossonnerie) : emplacement de l'église du Saint-Sépulcre. Vestige de la Cour Batave, ensemble d'immeubles construits de 1792 à 1795 pour des spéculateurs néerlandais par Jean-Nicolas Sobre et Célestin-Joseph Happe, l'un des premiers exemples de cité privée à Paris. La « Cour batave » est en grande partie disparue  lors du prolongement de la rue de la Cossonnerie en 1859 de la rue Saint-Denis au boulevard de Sébastopol. Il en reste quelques vestiges visibles dans les immeubles à l'angle de cette rue et de la rue Saint-Denis.
- No 65 ? (angle de la rue Étienne-Marcel) : statue en bas-relief.
- No 82 : emplacement de l'abbaye Saint-Magloire de Paris, active de 1150 environ jusqu'en 1572. Ses religieux s'installent ensuite à l'église Saint-Jacques-du-Haut-Pas, rue Saint-Jacques ; leur succède le couvent des Augustines de l'Ordre de la Pénitence de la Madeleine (couvent des Filles pénitentes) fermé en 1790 dont les bâtiments deviennent biens nationaux. Son église était située au no 90. Les autres bâtiments du Couvent s'étendaient de la rue de la Cossonnerie à la rue Saint-Magloire disparue en 1859 située à proximité de l'emplacement de la rue de la Grande-Truanderie et de la rue Saint-Denis au boulevard Sébastopol. Les bâtiments du couvent sont vendus en 1795 à plusieurs acquéreurs qui les démolissent et construisent des immeubles dont la plupart disparaissent lors du percement de la rue Rambuteau en 1838 puis dans les années 1850 lors de l'ouverture du boulevard Sébastopol et du prolongement des rues de la Cossonnerie et de la Grande-Truanderie.
- No 86-88 : maisons du XVIIe siècle jouxtant les terrains de l'abbaye Saint-Magloire situés à l'intérieur de l'ilot. Ces maisons ne faisaient cependant pas partie du domaine de l'abbaye.
- No 88 : sex-shop devenu le premier love hotel de Paris[19].
- No 90 : emplacement du débouché de l'ancienne rue Saint-Magloire disparue en 1859, remplacée par le prolongement de la rue de la Grande-Truanderie jusqu'au boulevard de Sébastopol, en léger décalage avec la rue supprimée. L'emplacement de l'ancienne église de l'abbaye Saint-Magloire, vendue avec l'ensemble du couvent comme bien national en 1795 et ensuite en grande partie démolie à cette époque, était à l'arrière de cet immeuble. Il restait quelques vestiges de cet édifice, visibles de la rue jusqu'en 1858. Cette église et les bâtiments environnants furent entièrement rasés lors du prolongement de la rue de la Grande-Truanderie jusqu'au boulevard de Sébastopol.
- No 92 : église Saint-Leu-Saint-Gilles.
- No 133 et rue Mauconseil : emplacement de l'hôpital Saint-Jacques aux pèlerins, que rappellent les statues de Saint-Jacques sur la façade à l'angle de la rue Étienne-Marcel. Ancien tronçon de la rue Mauconseil, ouverte dans les années 1850.
- Nos 110-112-135 : emplacement de la porte aux Peintres, également appelée porte Saint-Denis, située sur l'enceinte de Philippe Auguste.
- No 142 (angle du 28 rue Greneta) : emplacement de l'hôpital de la Trinité, fondé au XIIe siècle sous le nom d' « hôpital de la Croix-de-la-Reine » pour héberger les voyageurs arrivés après la fermeture des portes de l'enceinte de Philippe Auguste[20],[21] ; l'établissement, son portail et son église sont démolis en 1817. Une maison financée par Claude Aubry, un marchand d'éventails, s'adosse à l'hôpital au début du XVIe siècle. En même temps, la fontaine de la Reine est construite sur sa façade. La fontaine actuelle, seconde du nom, est édifiée en 1732 par l'architecte Jean Beausire.
- No 144 : emplacement de l'église de l'hôpital de la Trinité, vendue en 1812 comme bien national et détruite en 1817.
- No 146 : emplacement de la « cour des Bleus », ouverte en 1817 à travers l'hôpital de la Trinité et qui débouchait 15 rue de Palestro. Le nom est dû à la présence des « Enfants-Bleus », pensionnaires de l’hôpital vêtus d’habits de cette couleur[22].
- no 151 : maison natale de Léon Blum (plaque commémorative).
- Nos 164-176 : emplacement du cimetière de la Trinité.
- No 183 : emplacement de l'église Saint-Sauveur.
- No 188 : débouché de la rue du Ponceau, à l'emplacement du « ponceau » qui enjambait un égout à ciel ouvert. Cet égout circulaire longeait, à l'intérieur de l'enceinte de Charles V, les enclos du Temple et de l'abbaye Saint-Martin-des-Champs puis se dirigeait vers la rue du Faubourg-Montmartre pour se jeter dans le grand égout. Il est recouvert en 1605 entre les rues Saint-Denis et Saint-Martin, ce qui entraîne la disparition du ponceau. Une  fontaine était installée à proximité.
- Nos 224-226 : emplacement du couvent des Filles de Saint-Chaumont ou couvent des Filles de l'Union chrétienne, fondé en 1673, reconstruit en 1734-1735 par Jacques Hardouin-Mansart de Sagonne, dont les murs sont en partie conservés. C'est le seul vestige des établissements pieux ou charitables qui bordaient la rue Saint-Denis.
- No 257 : boutique d’Alexandre Nicolas Théroude, fabricant de jouets et d’automates.
- No 266 : emplacement de l'église de la Trinité[20].
- Nos 285 et 248, au carrefour des Grands Boulevards : porte Saint-Denis.

Bâtiments et lieux de mémoire, non localisés
- Hervé VII de Léon possédait rue Saint-Denis la « maison d'ardoise » provenant des biens de son épouse Marguerite d'Avaugour. Celle-ci la vend, en 1343 ou 1344, à la confrérie Saint-Jacques aux Pèlerins moyennant 620 livres « pour la delivrance de la personne du dit mons. Hervieu de Léon qui, si comme ils disoient, estoit prisonnier du roy d’Angleterre en la ville de Londres »[23].

Vues actuelles
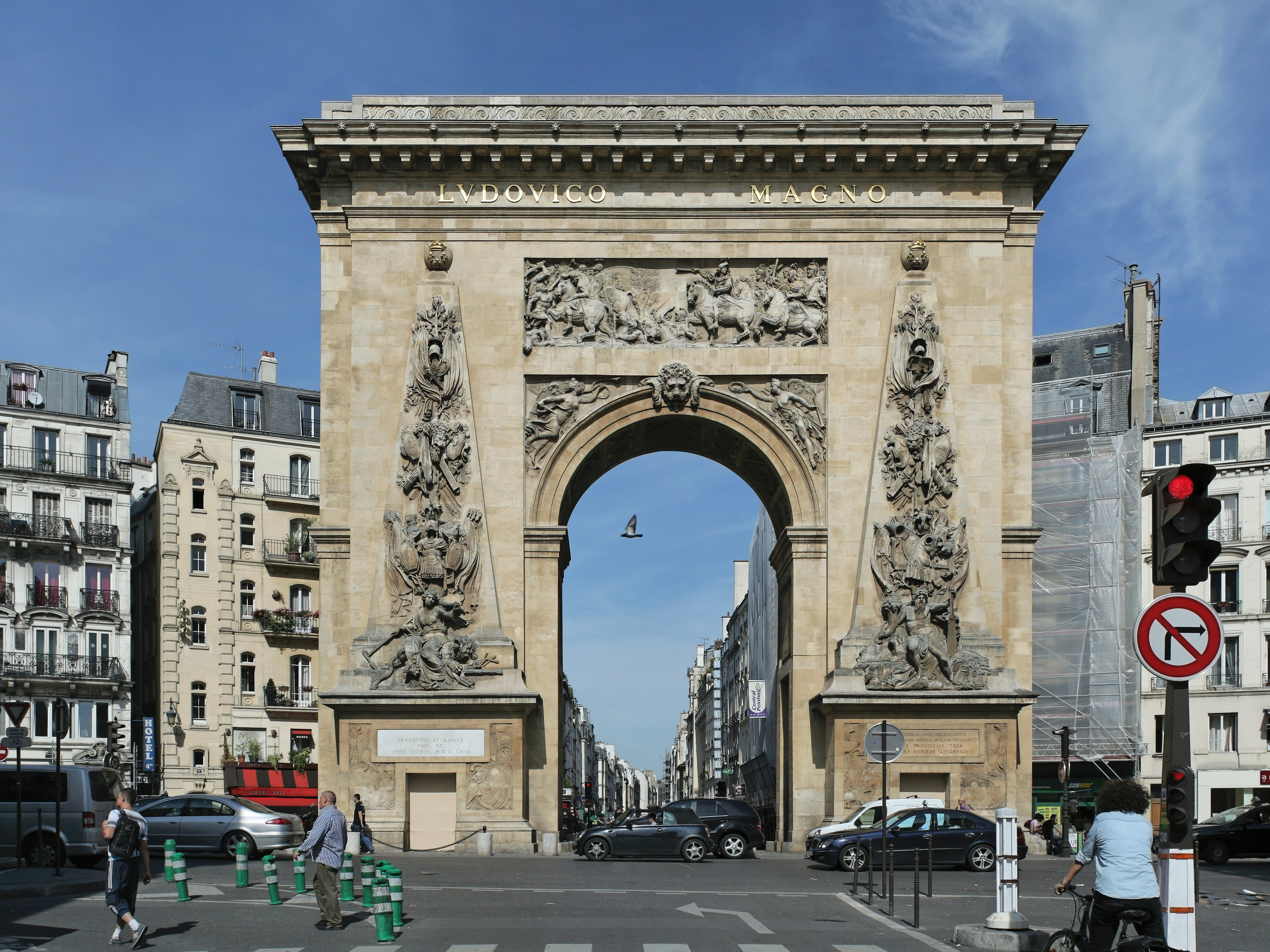
Porte Saint-Denis.
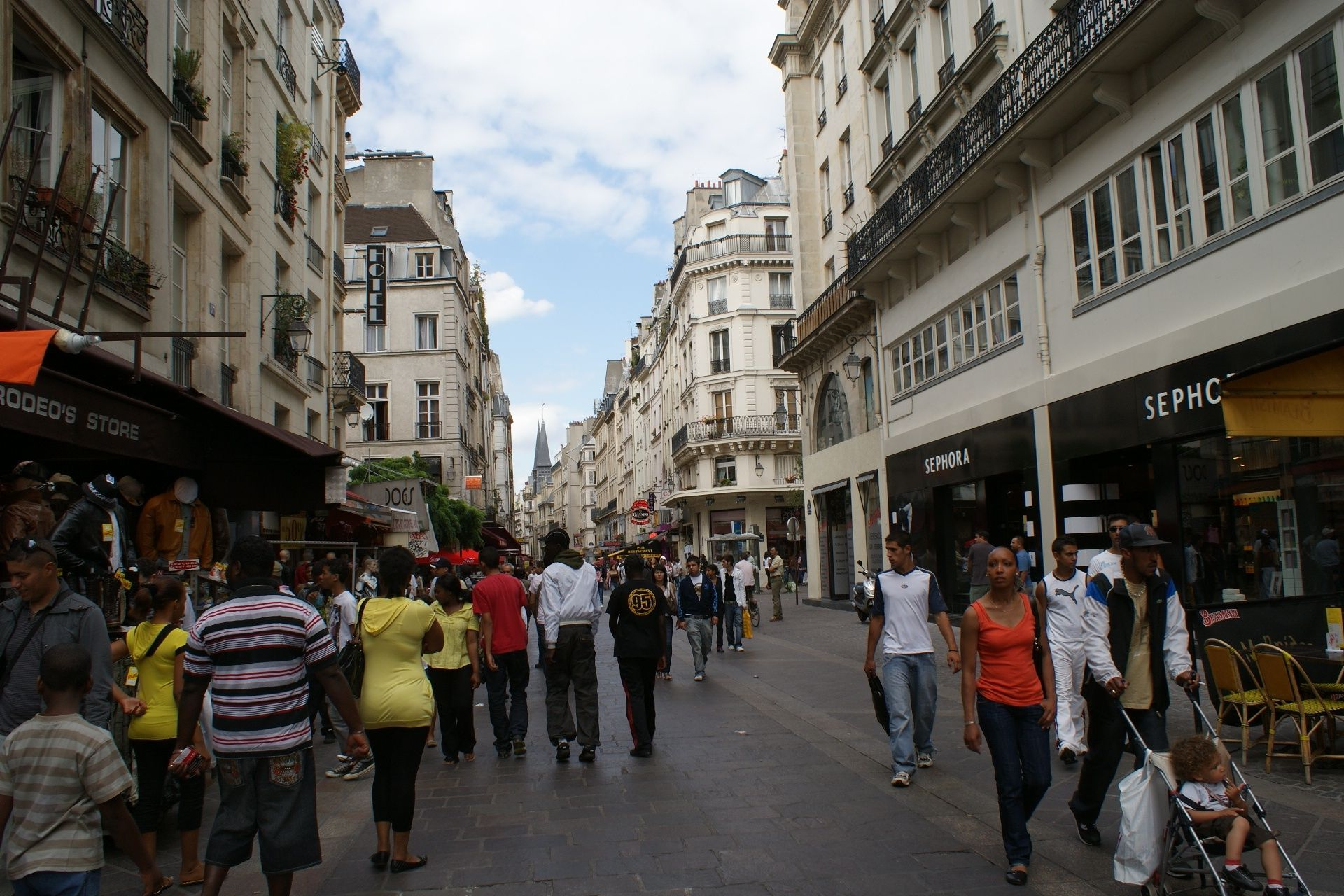
Rue Saint-Denis, au niveau des Halles.
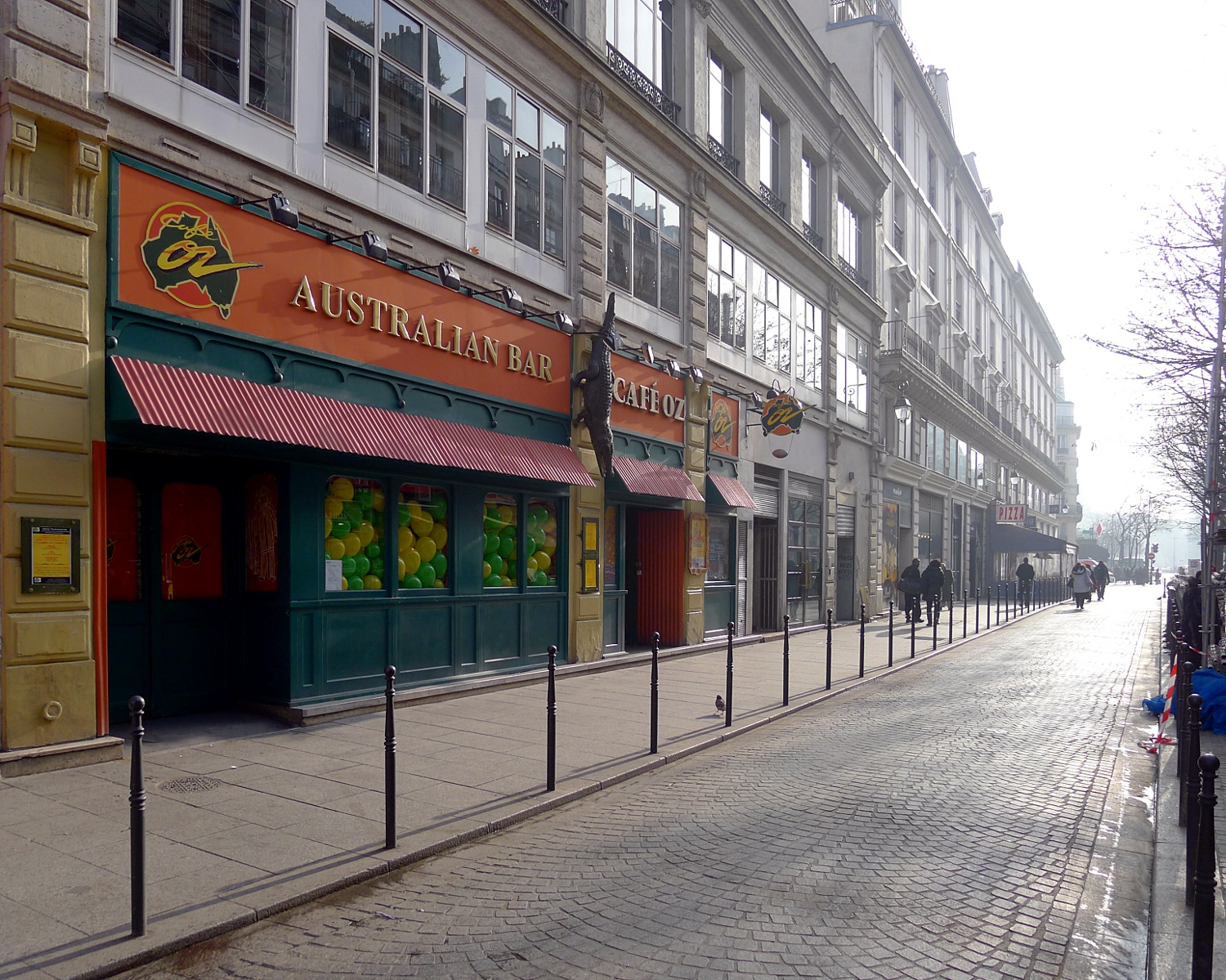
Rue Saint-Denis, en direction de la place du Châtelet.

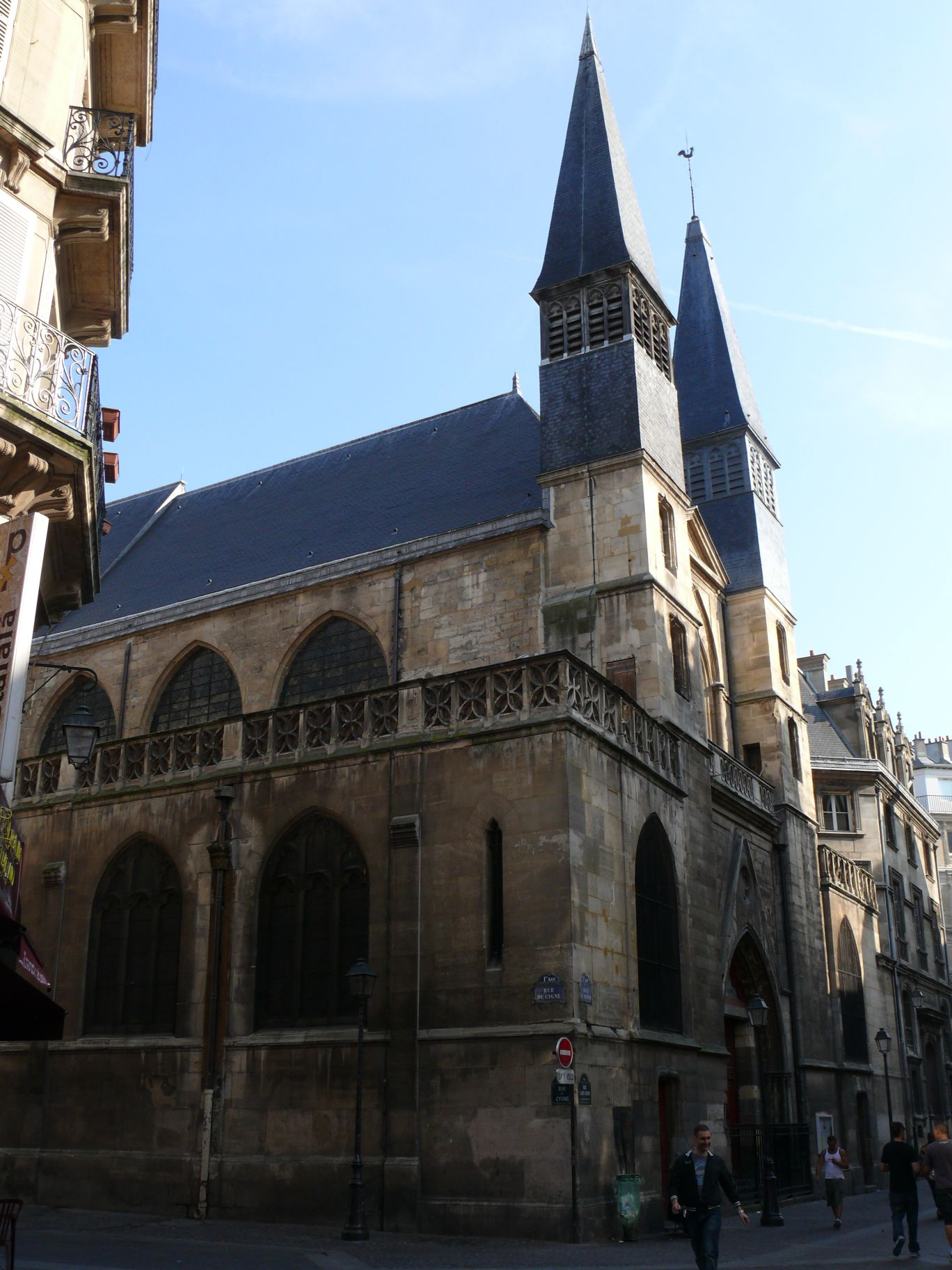
Église Saint-Leu-Saint-Gilles.
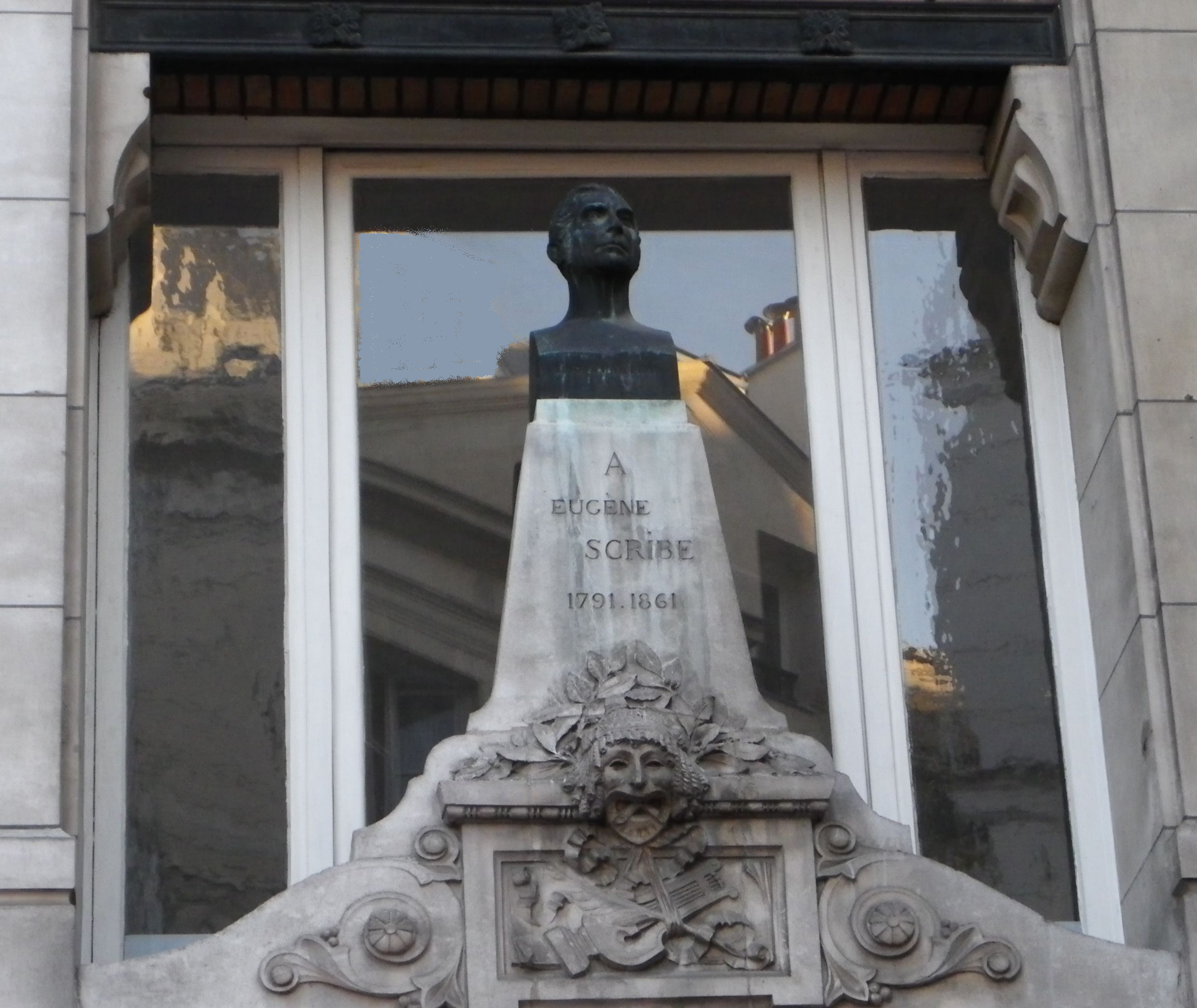
Buste d'Eugène Scribe, à l'angle de la rue de la Reynie.
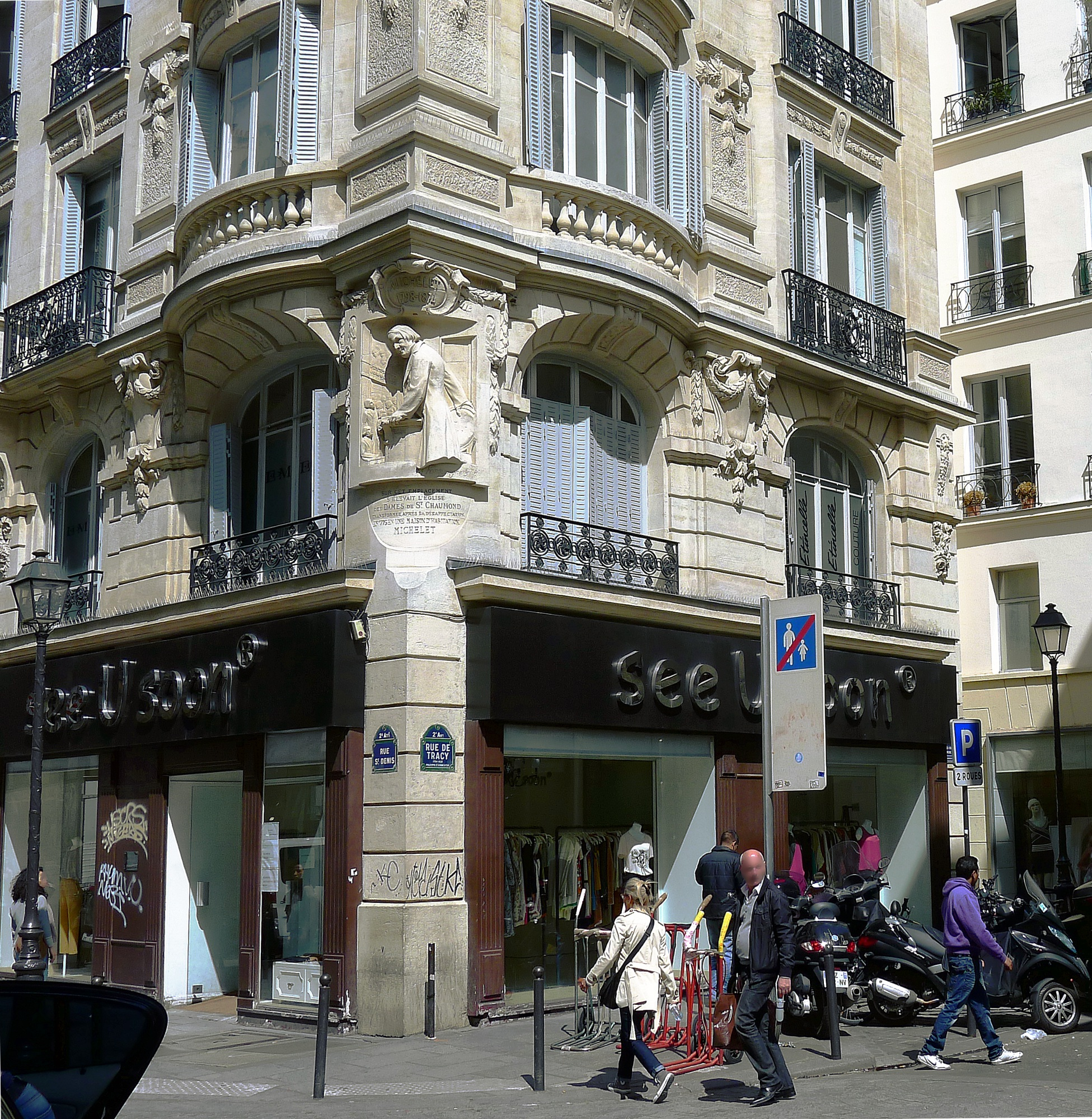
Ancienne Maison des Dames de Saint-Chaumont, à l'angle des nos  224-226 et de la rue de Tracy.

Passages et impasses
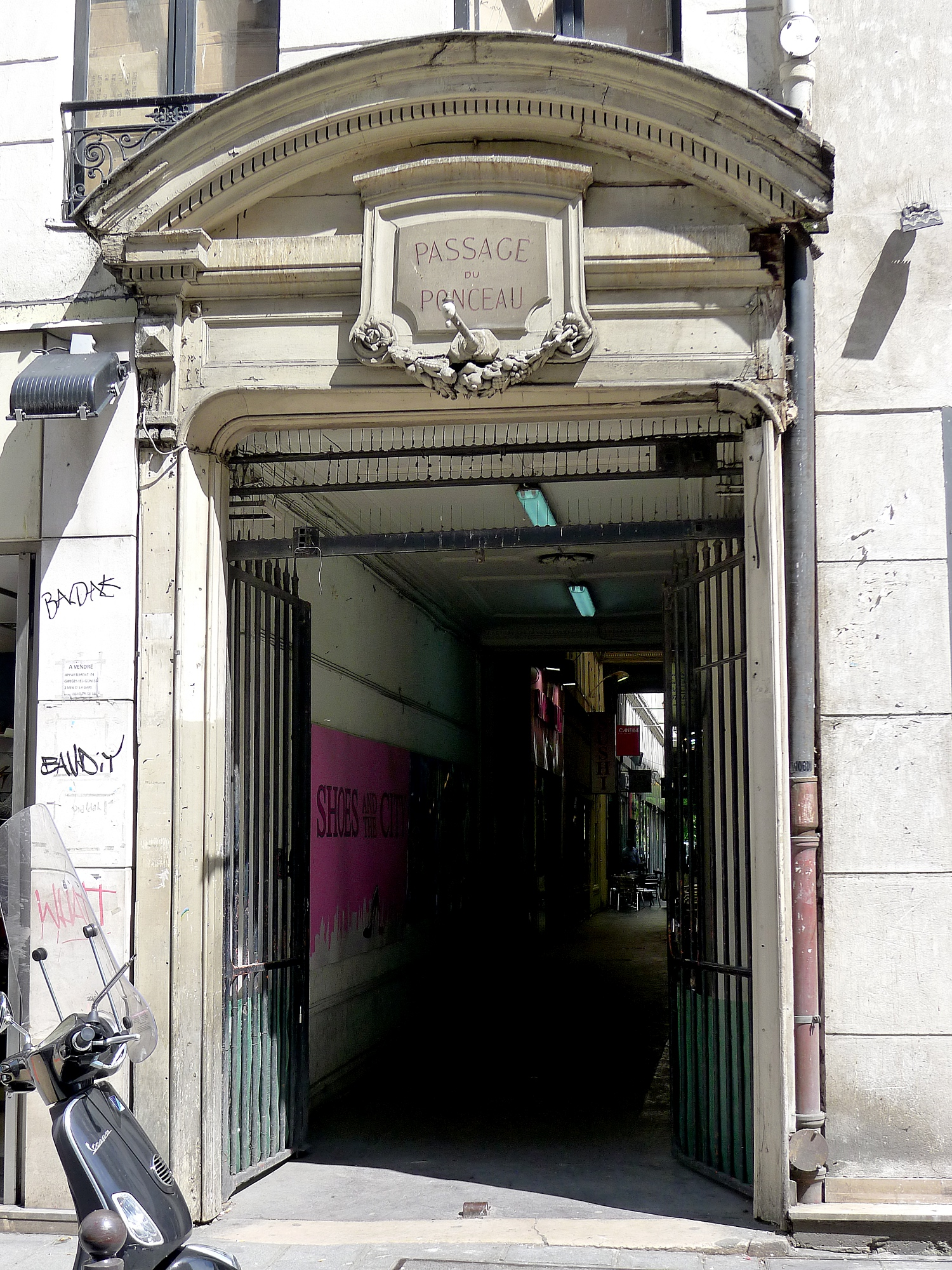
Passage du Ponceau.
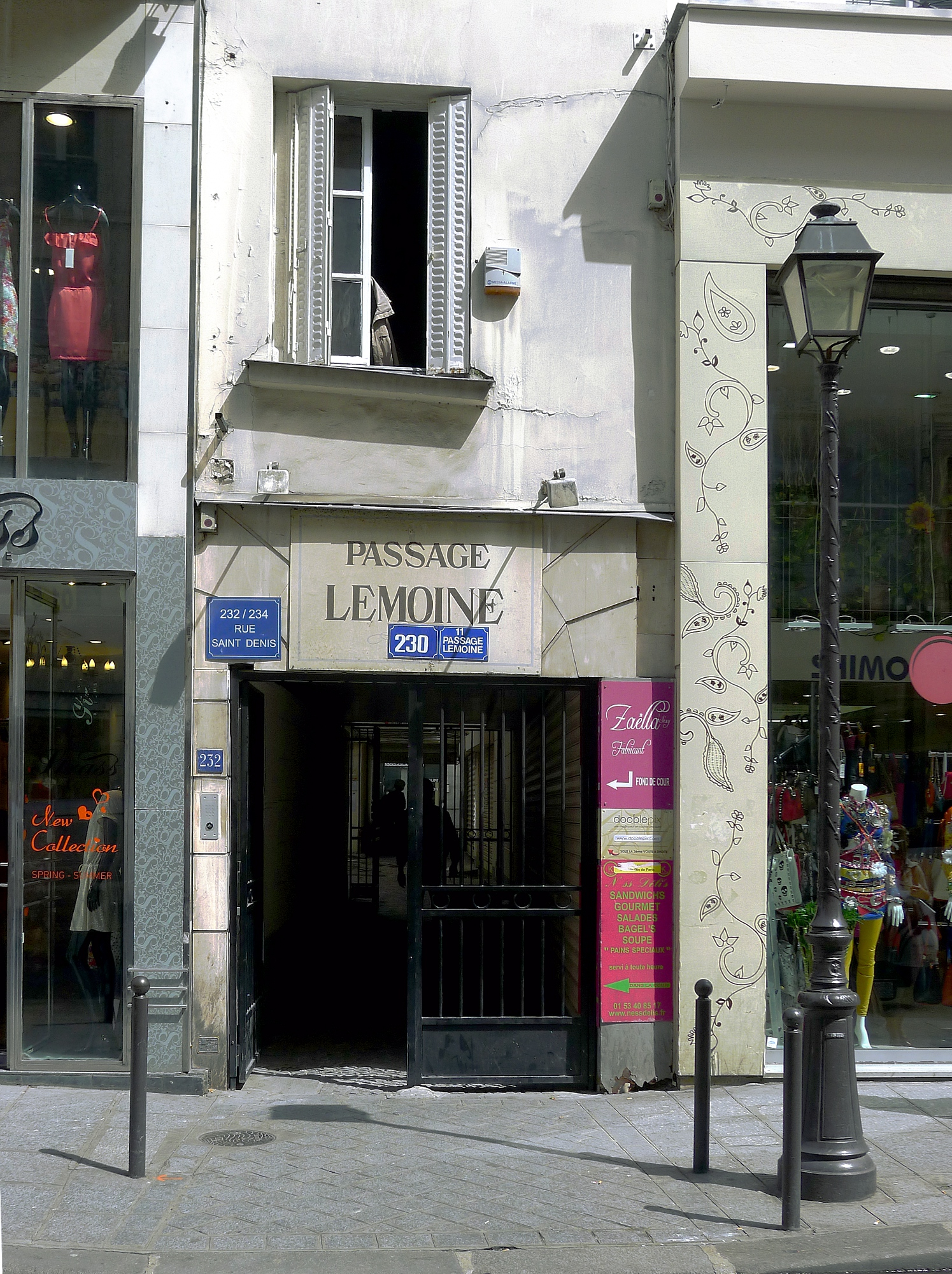
Passage Lemoine.
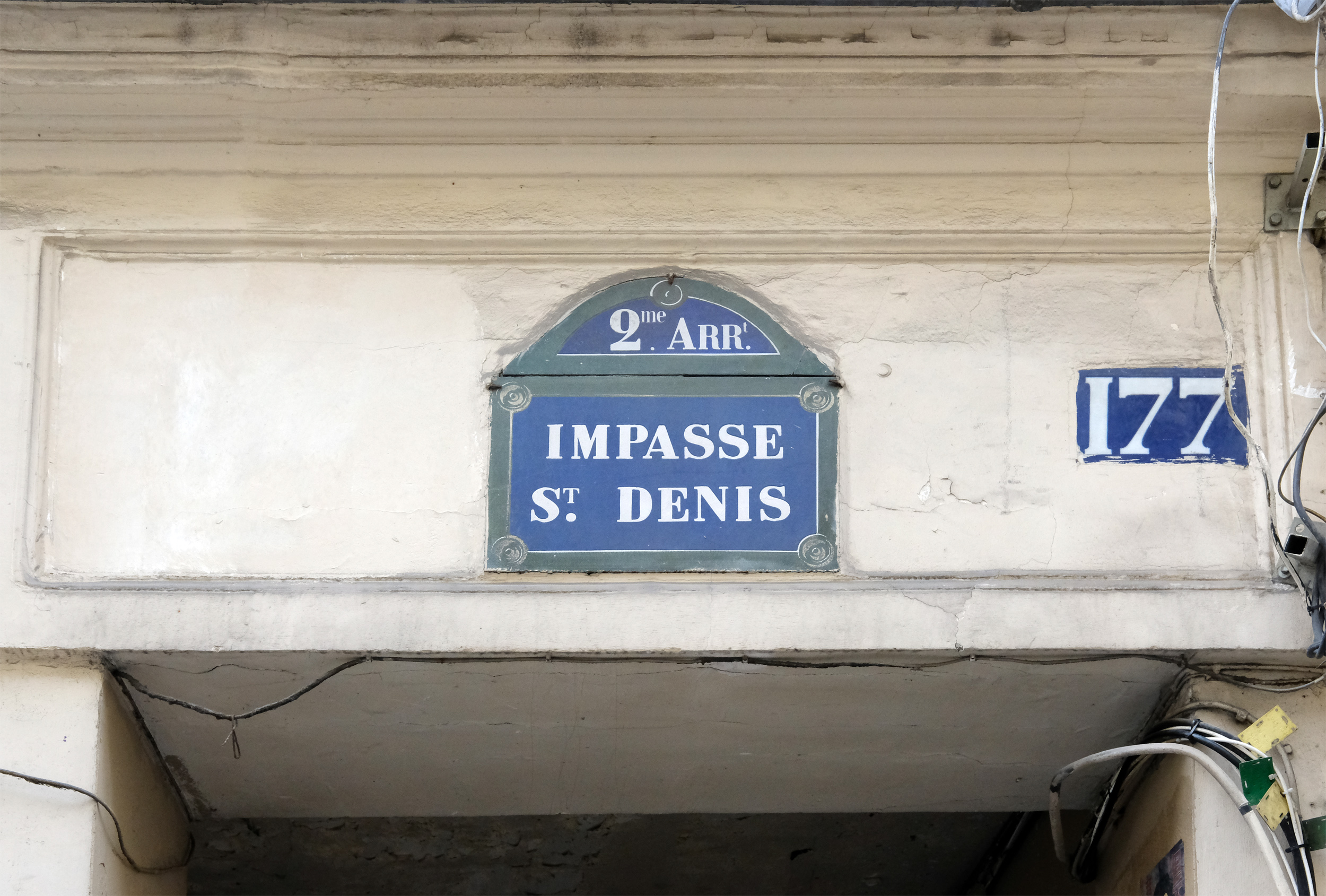
Impasse Saint-Denis.

## Dans la musique
- Chanson La Lune (1993) de Mano Solo : « J'ai suivi ses pas qui claquaient devant moi / Au cent-vingt-huit de la rue Saint Denis ».
- Chanson Rue Saint-Denis (1973) de Claude Nougaro (album Locomotive d'Or) : « Rue Saint-Denis, y a bon baiser ». Commentaire par le musicologue Gaëtan Bureau-Mirat : « Il y a, dans le contexte de cet album évoquant le départ de Nougaro de sa Toulouse natale, la volonté de décrire par la chanson Rue Saint-Denis l'époustouflant exotisme qu'il ressent à Paris. On y préfigure également la frustration, thème récurrent de son oeuvre, celle qui gonfla en lui toute sa jeunesse et trouvera sa réalisation paradoxale dans cette nouvelle vi(ll)e, à portée de mots, de main et de lèvres ». In. Toulouse or not Toulouse, Nougaro et la ville (éditions du Sentier), 1998.

## Pour approfondir